# Offenbach am Main
Offenbach am Main, Offenbach nad Menem – miasto na prawach powiatu w Niemczech, w kraju związkowym Hesja, w rejencji Darmstadt.
Miasto liczy 121 747 mieszkańców (dane z 30 września 2015) i jest 5. pod względem wielkości miastem w regionie Ren-Men. Jest ważnym ośrodkiem przemysłowym, usługowym i handlowym. Najbliższe duże miasto – Frankfurt nad Menem – znajduje się bezpośrednio przy zachodniej i północno-zachodniej granicy miasta. Offenbach am Main należy do dziewięciu miast Hesji o największym znaczeniu regionalnym (niem. Oberzentrum).

## Geografia
Offenbach am Main leży na południowo-wschodnim brzegu rzeki Men, naprzeciwko frankfurckich dzielnic Ostend i Fechenheim oraz na wschód od dzielnic Oberrad i Sachsenhausen-Süd. Rezultatem takiego położenia jest zrośnięcie obu miast i tworzenie przez nie jednego organizmu miejskiego. Przez teren miasta przepływają potoki Bieber i Hainbach. Offenbach znajduje się na Heskim Szlaku Wina Jabłkowego i Sadów Owocowych (Hessische Apfelwein- und Obstwiesenroute).

## Gminy i powiaty sąsiednie
Offenbach am Main graniczy na zachodzie i północy z Frankfurtem nad Menem, na północnym zachodzie z Maintal (powiat Main-Kinzig), na wschodzie z Mühlheim am Main i Obertshausen (oba należą do powiatu Offenbach), zaś na południu z Heusenstamm i Neu-Isenburg (oba w powiecie Offenbach).

### Podział administracyjny
Offenbach am Main podzielony jest na następujące części (Stadtteile):
| - Bieber - Bieberer Berg - Buchhügel - Buchrain - Bürgel - Carl-Ullrich-Siedlung - Hafen | - Kaiserlei - Lauterborn - Lindenfeld - Mathildenviertel - Musikerviertel - Nordend - Offenbach-Ost | - Rosenhöhe - Rumpenheim - Senefelderquartier - Tempelsee - Waldheim - Westend - Zentrum |

Rejony statystyczne wraz z urzędowym numerem:
| - 11 Hochschule für Gestaltung (Wyższa Szkoła Wzornictwa) - 12 Wilhelmschule (Szkoła Wilhelma) - 13 Messehalle (Hala Targowa) - 14 Kaiserlei - 15 Ledermuseum (Muzeum Skór) - 16 Mathildenschule (Szkoła Matyldy) - 21 Städtische Kliniken (Kliniki miejskie) - 22 Lauterborn - 23 Friedrichsweiher (Sadzawka Fryderyka) - 24 Bachschule (Szkoła Bacha) | - 25 Lichtenplattenweg - 26 Bieberer Berg (Wzgórze Bieber) - 31 Vorderwald-Rosenhöhe (Przedlesie-Wzgórze Róż) - 32 Tempelsee (Jezioro Tempel) - 33 Bieber - 41 Mühlheimer Straße - 42 Waldheim - 43 Bürgel - 44 Rumpenheim |

### Zmiany administracyjne
Pierwotnie osobnymi miejscowościami były dzielnice:
- Bürgel – wcielona do miasta 1 kwietnia 1908;
- Bieber – wcielona do miasta 1 kwietnia 1938;
- Rumpenheim – wcielona do miasta 1 kwietnia 1942.

## Historia

### Prehistoria
Podczas wykopalisk archeologicznych na terenie Offenbach am Main odkryto ślady z epoki kamiennej. Nie można jednak przyjąć, że istnieje powiązanie etniczne między ludźmi z epoki kamiennej a mieszkańcami osad za czasów panowania Franków.

### Starożytność
Tereny obecnego Offenbach am Main należały w okresie rzymskim do Civitas Auderiensium i znajdowały się w prowincji Górna Germania. Przechodziła przez nie rzymska droga z Frankfurtu – z Sachsenhausen, przez Offenbach i Bürgel, dalej przez Mühlheim am Main do Steinheim. Także w Biber znajdują się rzymskie pozostałości. Przez tereny obecnego miasta prowadziły także inne rzymskie drogi, które prawdopodobnie krzyżowały się w Bieber („Ścieżka Indian”).

### Średniowiecze

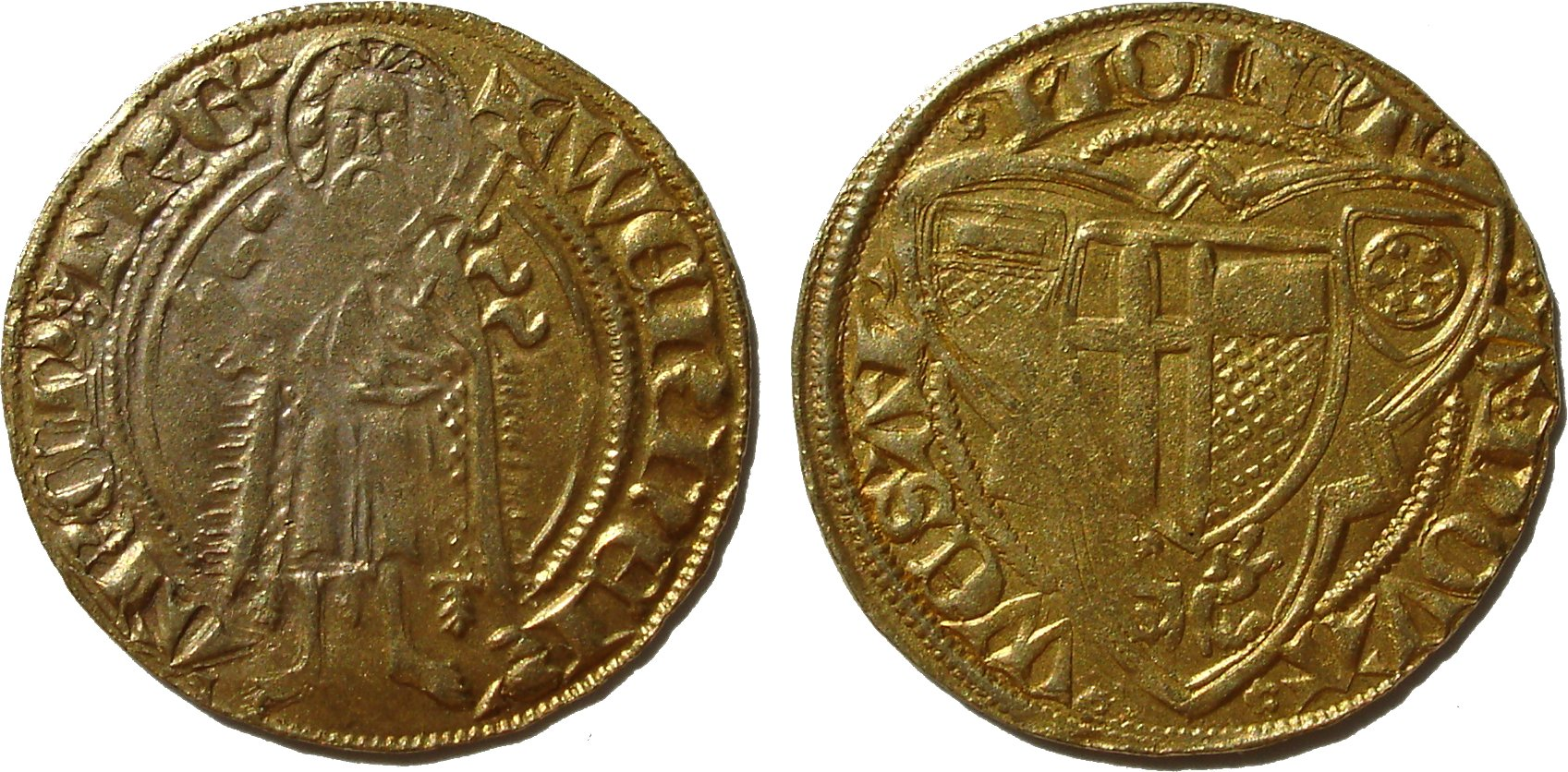
Złoty Gulden Wernera von Falkenstein

Offenbach am Main został założony przez Franków w roku 561. Nazwa miasta ma typową dla tego okresu końcówkę -bach i stoi w zależności z nazwą osobową Ovo. Z VI lub VII wieku pochodzi znajdujący się na południe od najstarszego centrum miasta, przy Waldstraße, cmentarz Franków.
Między mieszkańcami istnieją dwie teorie o etymologii nazwy miasta. Pierwsza z nich mówi, że Offenbach uzyskał swoją nazwę, gdyż w tym miejscu Men tworzył bród, który zimą nie zamarzał (niem. Offener Bach → OffenBach, Otwarty Potok → OffenBach). Druga teoria odnosi się do wielkiego pieca, który znajdował się w pobliżu potoku (niem. Bach), czyli (niem. Ofen am Bach → Of(f)enBach, Piec przy Potoku → Of(f)enBach). W kolejnych latach do nazwy wkradło się dodatkowe ‘f’.
Pierwsze wzmianki o Offenbachu nad Menem pochodzą z 977 r. Cesarz Otton II potwierdził wtedy podarowanie terenów w Offenbachu kościołowi św. Salwatora we Frankfurcie nad Menem (późniejsza katedra). Offenbach am Main był wcześniej częścią Maingau, a okoliczne lasy należały do zespołu leśnego Dreieich. Od średniowiecza do 1819 Offenbach był częścią Marchii Bieber (Biebermark).
Właściciele miasta zmieniali się często. Do pierwszych z nich zalicza się hrabiów Hagen-Münzenberg, którzy odziedziczyli swoje majątki po leśnictwie Dreieich. Po śmierci ostatniego z rodu Münzenbergów w 1255 r., wieś nad Menem przeszła pod władanie hrabiów Falkensteinów. W 1372 r. hrabia Philipp von Falkenstein zastawił Offenbach radzie miasta Frankfurt za 1000 guldenów. Werner III von Falkenstein, arcybiskup Trewiru (Trier), jako właściciel Offenbachu nakazał około 1400 r. wybudować zamek nad Menem i bić monety, co wywołało protest Frankfurtu.

### Okres władania Isenburgów

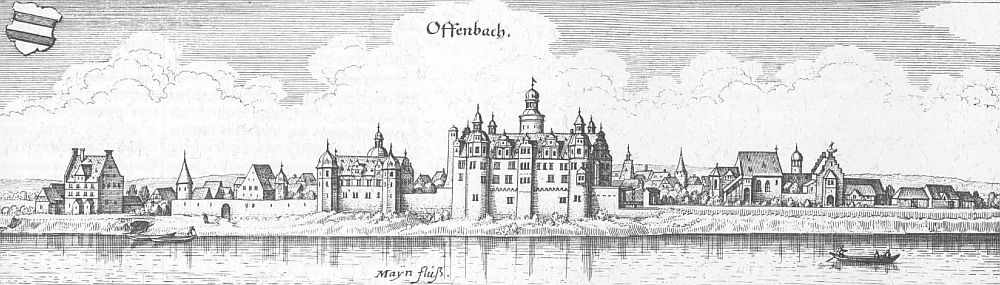
Offenbach – wyciąg z Topographia Hassiae Matthäus Merian der Jüngere z 1655 r.

Po śmierci Wernera, ostatniego męskiego potomka rodu Falkensteinów, ziemie rodziny przeszły pod władanie innych rodów. Dopiero hrabia Ludwig von Isenburg, jeden spośród wielu spadkobierców, miał tak dużą siłę przebicia, aby w 1486 zostać jedynym właścicielem Offenbach am Main. W okresie władania hrabiego Reinharda von Isenburg-Biersteina Offenbach am Main służył rodowi jako rezydencja. Jego członkowie nakazali wybudować w 1559 r. zamek Isenburski. W 1559 r. pojawił się w Offenbach am Main ruch reformacyjny. Podczas wojny trzydziestoletniej Szwedzi przepędzili w 1631 r. bawarskich zaborców, a na zamku król szwedzki Gustaw II Adolf przyjął kapitulację Frankfurtu nad Menem.

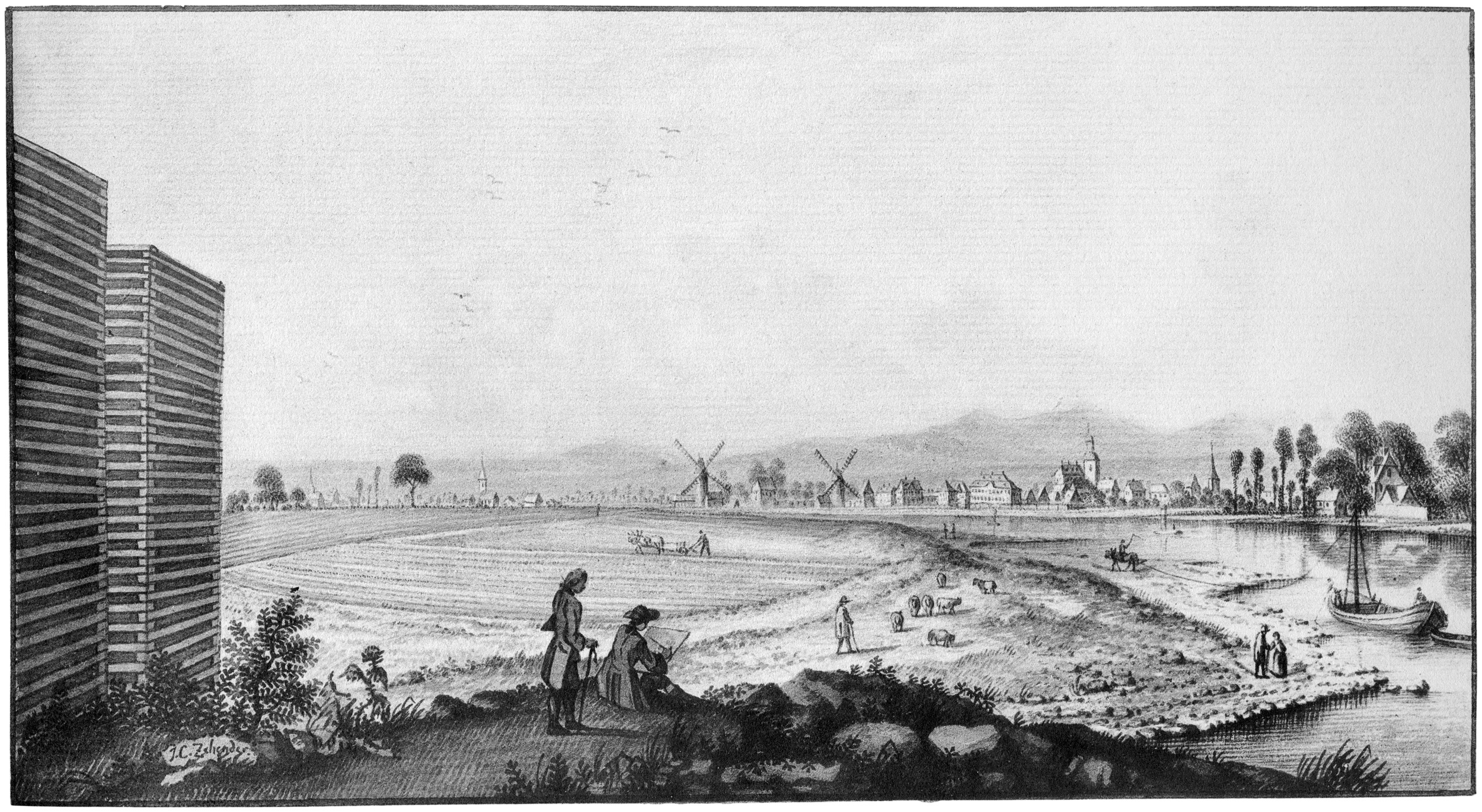
Widok na Offenbach ok. 1770 roku
(Rycina Johanna Caspara Zehendera)

W 1698 r. hrabia Philipp von Isenburg udzielił schronienia hugenotom, którzy założyli własną, istniejącą do dzisiaj parafię. W tym czasie nastąpił rozrost miasta. Zachodnia część miasta zaczęła się w XVIII wieku rozwijać z osady do znaczącego miasta. Hugenoci znali się na produkcji tabaki, co w pierwszej połowie XVIII w. dawało duże możliwości zarobku.
Rządy kupców we Frankfurcie nad Menem blokowały i utrudniały powstawanie tam manufaktur. Magnaci przemysłowi przenieśli się więc za ówczesną granicę kraju – do Offenbachu, w którym przyjaźni rozwojowi przemysłu hrabiowie von Isenburg nadali im swoje regalia.
Johann Wolfgang von Goethe bywał regularnie w 1775 r. w Offenbachu, gdyż mieszkała tu jego ukochana Lili Schönemann. W tym też czasie rozpoczęła się w mieście produkcja wyrobów skórzanych, a także pojawiły się w nim pierwsze przedsiębiorstwa przemysłowe i usługowe.
W 1786 lub 1787 r. w Offenbachu osiadł Jakub Frank. Miasto było centralą frankizmu aż do śmierci swojego przywódcy w 1791 r. W kolejnych latach jego współpracownicy i uczniowie zaczęli stopniowo opuszczać miasto.
W 1794 r. książę Wolfgang Ernst von Isenburg zniósł pańszczyznę. Katolikom przywrócono w 1798 r., po 200 latach, prawo do sprawowania liturgii i kultu.

### XIX wiek

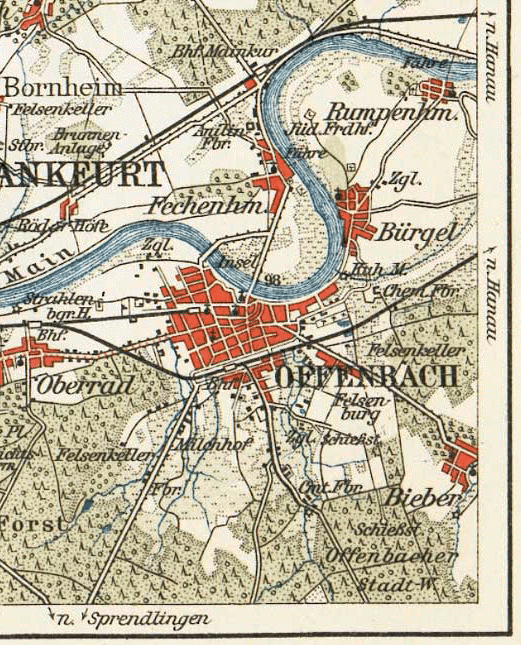
Offenbach i okolice, 1893 r.

W 1800 r. Alois Senefelder, najsłynniejszy mieszkaniec Offenbach am Main, wynalazł kamienioryt. Po Kongresie wiedeńskim w 1815 r. hrabia Carl von Isenburg, z powodu swej sympatii do Napoleona Bonaparte, utracił władzę. Miasto należało przez krótki okres do Austrii, a następnie zostało przyłączone do Wielkiego Księstwa Hessen-Darmstadt. Po rozwiązaniu Marchii Bieber w 1819 r. miasto otrzymało 1733 mórg (jutrzyn) terenów między Hainbach a dzisiejszą Grenzstraße. Od tego czasu miasto mogło się rozwijać także w kierunku wschodnim. Poprzednio możliwy był tylko rozrost na południe lub na zachód, w kierunku Frankfurtu nad Menem.
Ponieważ Frankfurt nad Menem nie przystąpił do Niemieckiego Związku Celnego, przez najbliższe parę lat targi odbywały się właśnie w Offenbachu. W tym celu wybudowano budynek mieszczący dzisiejsze Niemieckie Muzeum Skór (Deutsches Ledermuseum).
W 1832 r. z byłych okręgów sądowych (Landgerichtsbezirke) Langen, Offenbach i Seligenstadt powstał powiat Offenbach. Od tego czasu Offenbach am Main był miastem powiatowym (dzisiejszą stolicą powiatu Offenbach, którego miasto nie jest już członkiem, jest Dietzenbach). W 1848 r. powstała lokalna linia kolejowa prowadząca z zachodniej części miasta do dzielnicy Sachsenhausen we Frankfurcie. Ówczesny (zburzony w latach 50. XX wieku) dworzec istniał przy Bahnhofstraße, a cała dzisiejsza Berlinerstraße w kierunku zachodnim była linią kolejową.
Dopiero w 1873 r. wybudowano dzisiejszy dworzec główny (Hauptbahnhof), znajdujący się w tamtym okresie na południe od miasta. Powstała linia kolejowa Frankfurt – Bebra. Zaczął rozwijać się przemysł ciężki (zakłady Clariant), dzięki czemu w ciągu następnych dwudziestu lat miasto znacznie się rozwinęło. W 1896 r. otwarto linię kolejową Rodgaubahn do Dieburga. Później otwarto rozgałęzienie tej trasy do Dietzenbach.

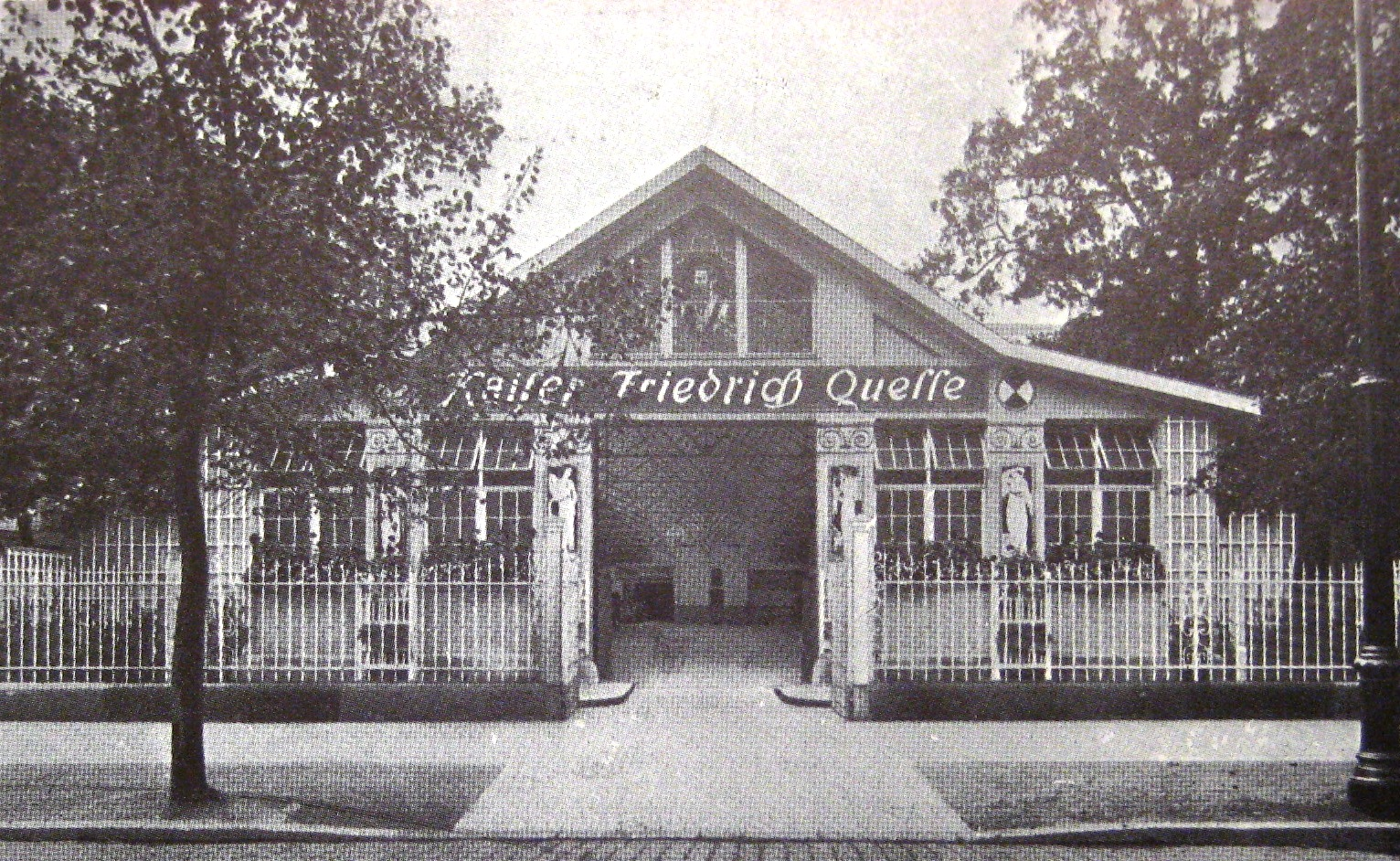
Kaiser-Friedrich-Quelle

W 1888 r. odkryto źródło lecznicze, które nazwano na cześć rządzącego jedynie 99 dni cesarza Fryderyka III „Źródłem Cesarza Fryderyka” (Kaiser-Friedrich-Quelle). Z powodu zasolenia nie sprzedaje się już dziś pochodzącej z niego wody mineralnej.

### XX wiek

#### Lata 1900–1949

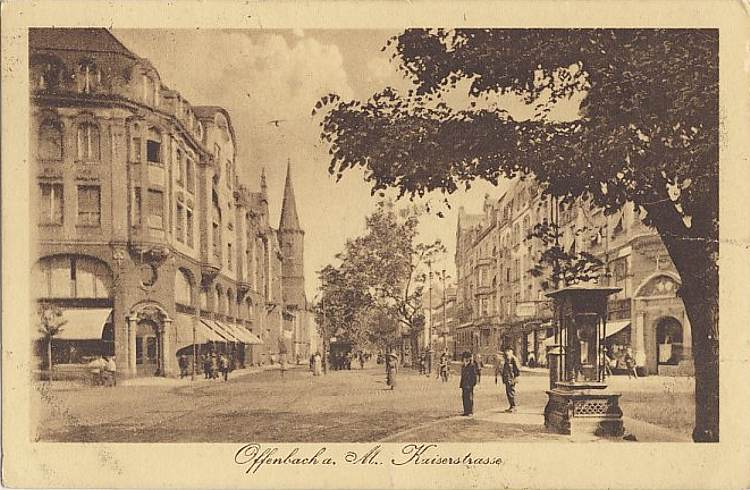
Słup pogodowy przy Kaiserstraße, ok. 1900 roku

W 1908 r. do Offenbachu przyłączono pierwszą sąsiednią miejscowość – Bürgel. Spowodowało to zwiększenie terytoriów miasta na wschód od Grenzstraße, aż po granice z Bieber i Rumpehnheim. Podczas puczu w Wielki Piątek 1919 r. zastrzelono przed koszarami (dzisiejszy urząd finansowy) 17 osób. W 1920 r. miasto było przez miesiąc okupowane przez wojska francuskie. W 1922 r. rozpoczęto budowę osiedla Offenbach-Tempelsee w południowej części miasta. Na skutek kryzysu gospodarczego w latach 20. przez pewien czas połowa robotników miasta była bezrobotna. W 1938 r. Offenbach am Main wystąpił z powiatu Offenbach i stał się miastem na prawach powiatu (kreisfreie Stadt), nadal jednak pozostał siedzibą powiatu. 1 kwietnia tego samego roku nazistowski gauleiter i namiestnik Rzeszy na Hesję Jakob Sprengler zarządził przyłączenie do miasta miejscowości Bieber. W listopadzie 1938 podczas pogromów zbezczeszczono synagogę (dzisiejszy Capitol). Jeszcze do 1936 r. istniał w mieście silny opór antynazistowski. W 1942 r. przyłączono do miasta miejscowość Rumpenheim.

#### Od 1949 r.

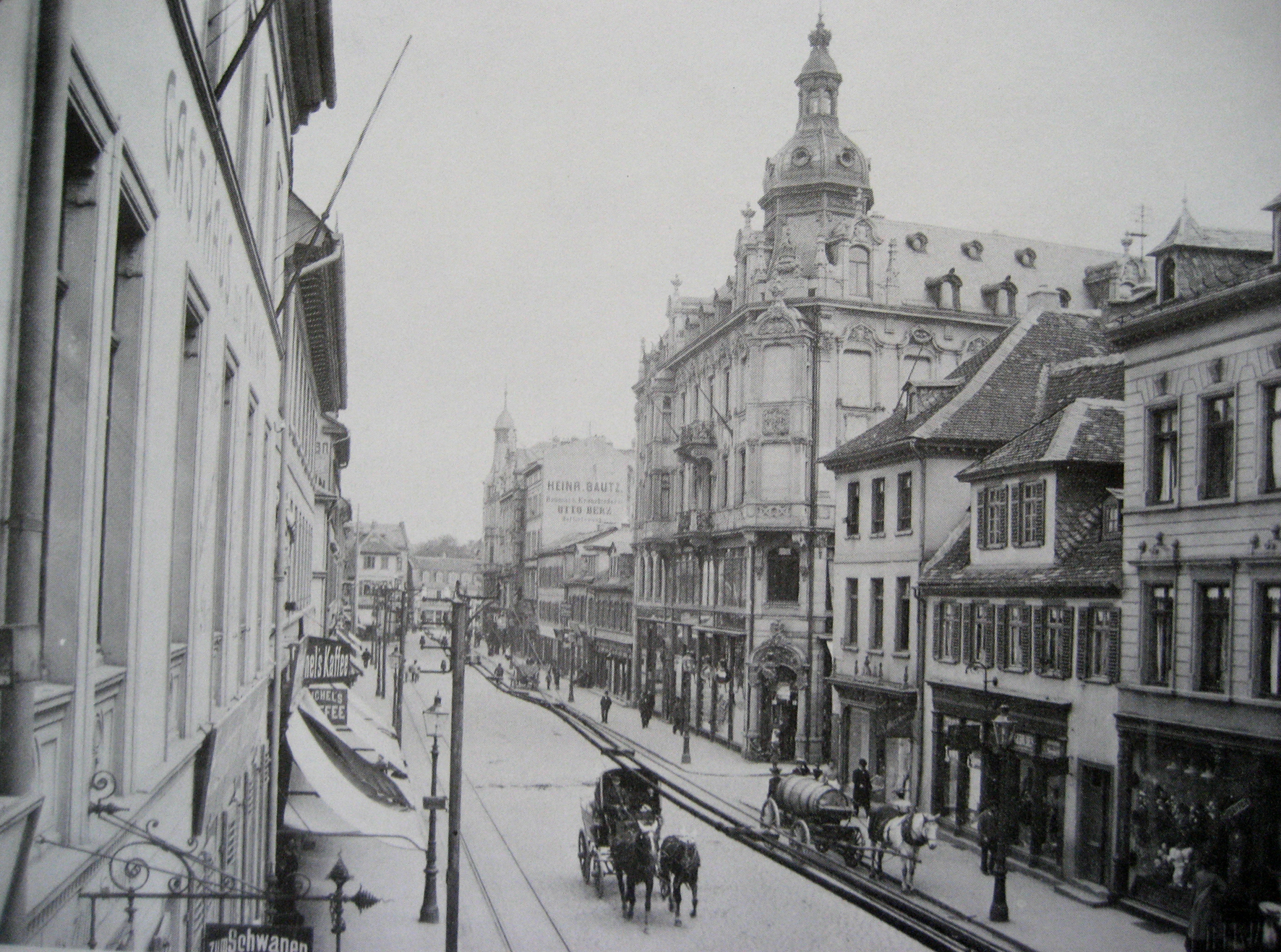
Frankfurter Straße w 1900 r.

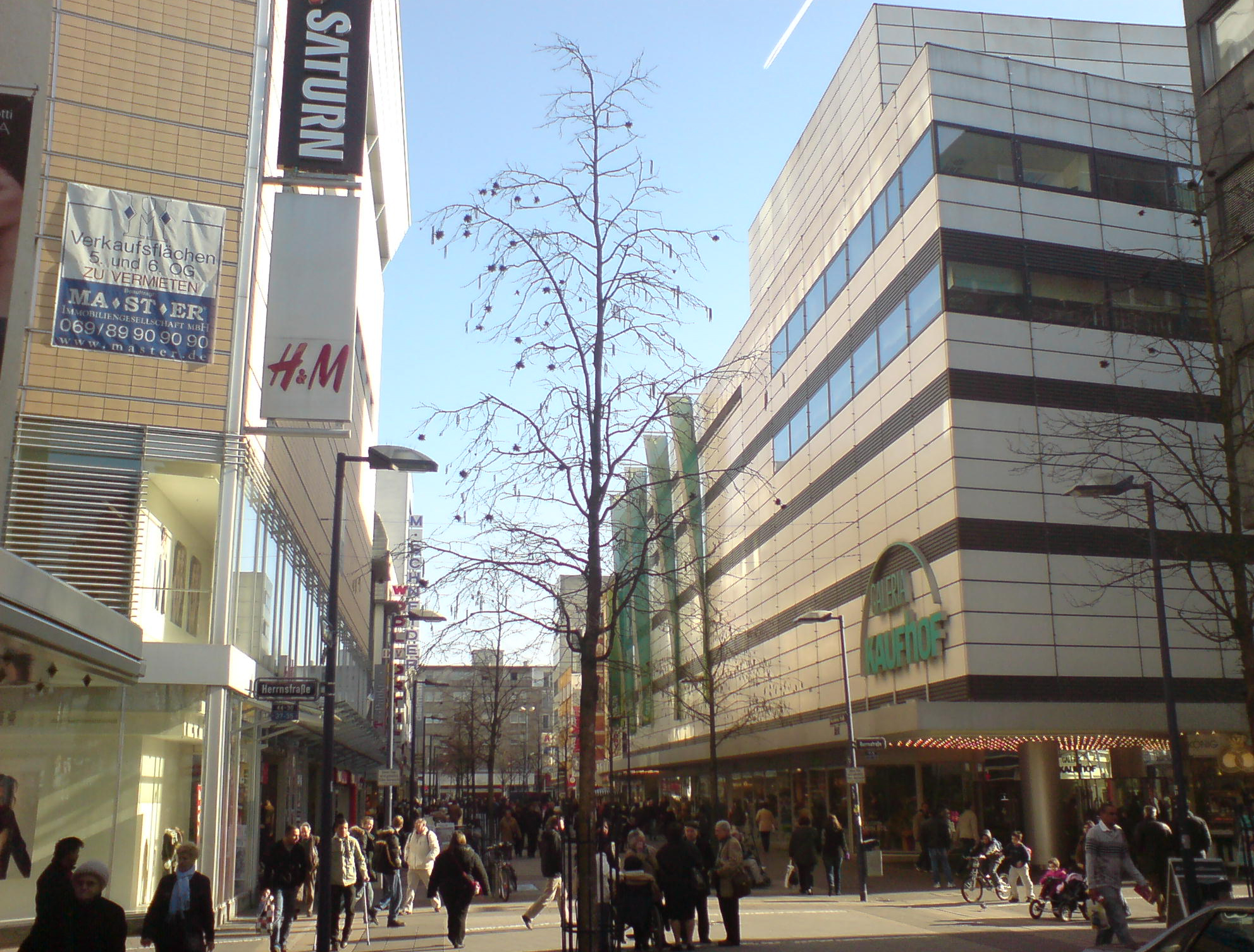
...i w 2008 r.

Offenbach am Main został podczas II wojny światowej zniszczony w 36%. Zniszczone zostało historyczne śródmieście i Westend. Budowle niezniszczone przez bomby zostały wyburzone podczas trwającej przez następne lata odbudowy miasta. Poprzedni charakter zachodniego śródmieścia pomiędzy Herrnstraße i Schloßstraße („miasto-ogród”) został zmieniony na miasto biurowców (przykładem nowego typu budowli są nowy ratusz i City-Tower).
W 1953 r. rozpoczęła się budowa Carl-Ulrich-Siedlung (Osiedle Carla Ulricha) między Dietzenbacher Straße a Waldstraße. Liczba mieszkańców Offenbach am Main osiągnęła w 1954 r. poziom 100 000, a miejscowość została najmłodszym Wielkim Miastem Hesji. Praw miejskich Offenbach am Main oficjalnie nigdy nie uzyskał. W 1953 r. miasto otrzymało nagrodę europejską za starania w celu rozwijania myśli integracji europejskiej. W 1960 r. miasto zakupiło Wildhof przy Heusenstamm. W 1971 r. otwarto obecny ratusz miejski przy Berliner Straße, przenosząc doń administrację ze starego szpitala (obecnie budynek sądowniczy). Uroczyste obchody z okazji 1000-lecia miasta odbyły się w 1977 r. W 1995 r. Offenbach am Main uzyskał połączenie z siecią S-Bahn Rhein-Main.
Ze względu na dobrą infrastrukturę i korzystne położenie w regionie Ren-Men – u samych wrót Frankfurtu nad Menem, w ostatnich latach w mieście pojawiło się wiele przedsiębiorstw.  Do dziś w samym centrum istnieje wiele starych kamienic czynszowych z początków XX wieku.

## Architektura
Przez długi czas Offenbach zdominowany był przez architekturę hugenocką. Typowe dla niej są dachy mansardowe. Zachowało się jedynie kilka budynków w tym stylu – kościół ewangelicko-reformowany i należąca do niego parafia oraz budynek banku SEB na rogu Aliceplatz i Frankfurter Straße. Budowa Berliner Straße drastycznie zmieniła wygląd centrum miasta. Pomimo tego w Offenbachu znajduje się wiele ciekawych architektonicznie budynków.

### Renesans

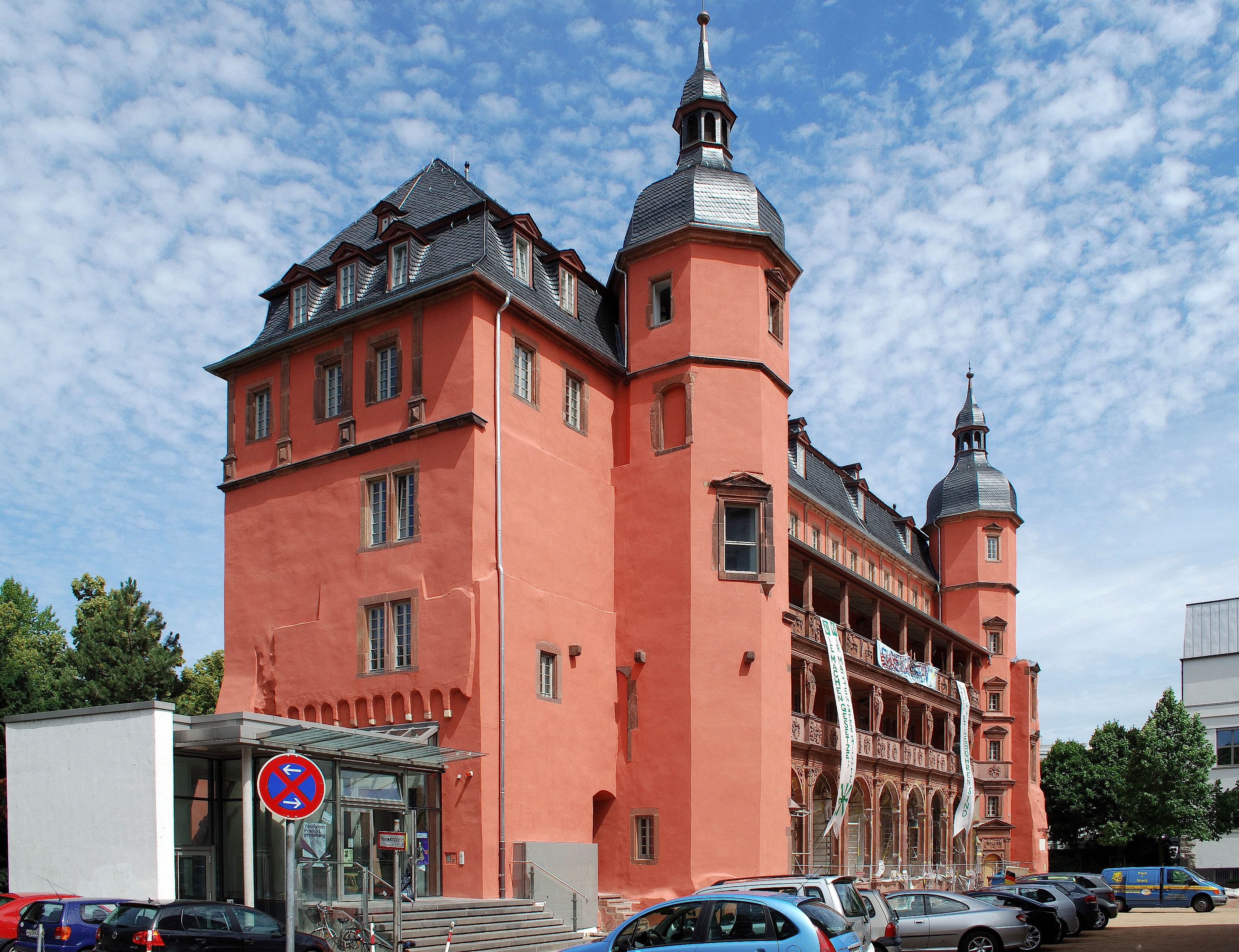
Zamek Isenburgów

Charakterystyczną i prawdopodobnie najbardziej znaną budowlą w mieście jest zamek Isenburski (Isenburger Schloss). Został on wybudowany w 1576 dla hrabiego z rodu Isenburgów. Wielokrotnie był przebudowywany, po raz ostatni po pożarze dachu w czasie II wojny światowej. Zamek jest od 1999 częścią uczelni Hochschule für Gestaltung, która bezpośrednio do niego przylega. Właścicielem jest kraj związkowy Hesja.

### Klasycyzm

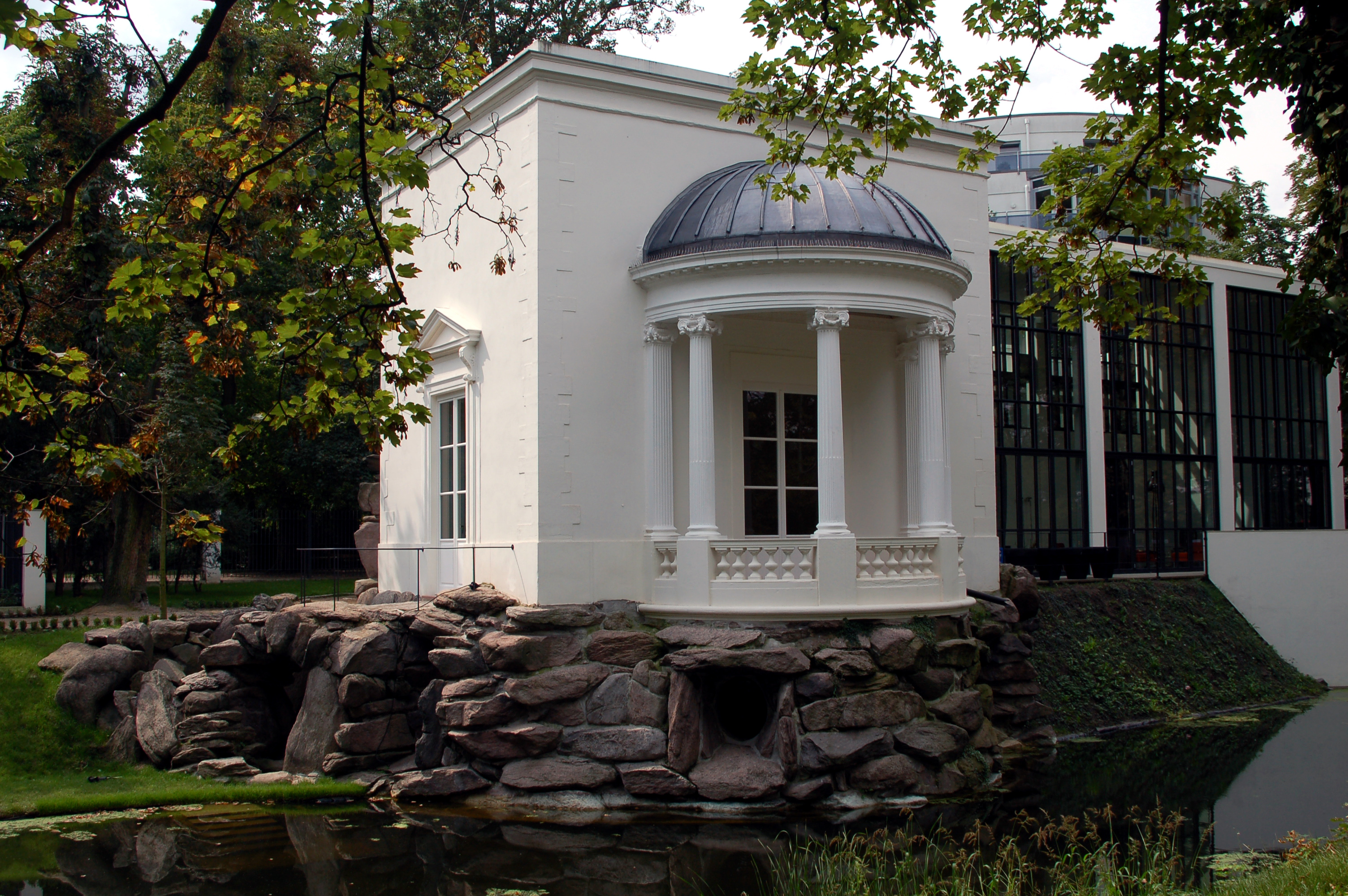
Świątynia Lili

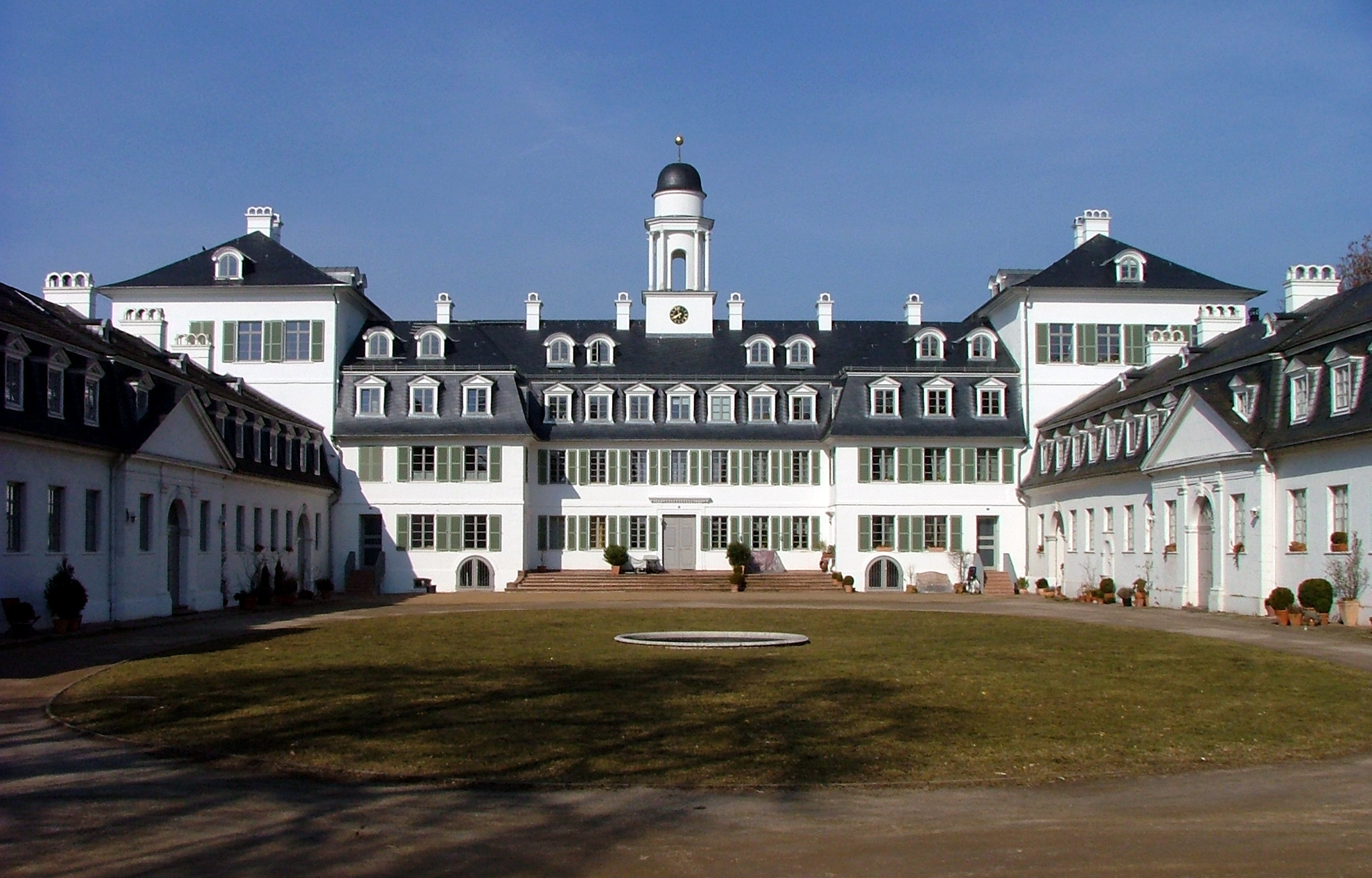
Zamek w Rumpenheim

Pochodzącą z tego okresu Świątynię Lili (Lili-Tempel) wybudowano w 1798, początkowo jako dom kąpielowy. Jest jedyną w regionie Ren-Men zachowaną budowlą Nicolasa Alexandre’a Salinsa de Montforta. Według krążącej w mieście legendy budowla nosi nazwę ukochanej Johanna Wolfganga von Goethe – Elisabeth Schönemann, z którą to spotykał się w pobliskim parku w 1775 r. Klasycystyczna budowla wymagająca gruntownego remontu została w 2004 sprzedana prywatnemu właścicielowi. Koszty odrestaurowania budynku szacuje się na 600 do 900 tys. euro. Świątynia Lili ma w przyszłości służyć jako galeria sztuki.
Zamek w Rumpenheim był miejscem zjazdów europejskiej arystokracji. Podczas ostatniej wojny budynek został zniszczony, pozostały po nim jedynie mury zewnętrzne. W 1965 roku właścicielem zamku zostało miasto Offenbach am Main i w paru etapach (ostatni w 2005 roku) budynek został odrestaurowany i jest zbliżony do stanu pierwotnego. Na zamku znajdują się dzisiaj nowoczesne i eleganckie mieszkania prywatne. Corocznie na dziedzińcu odbywa się jarmark średniowieczny.

### Historyzm

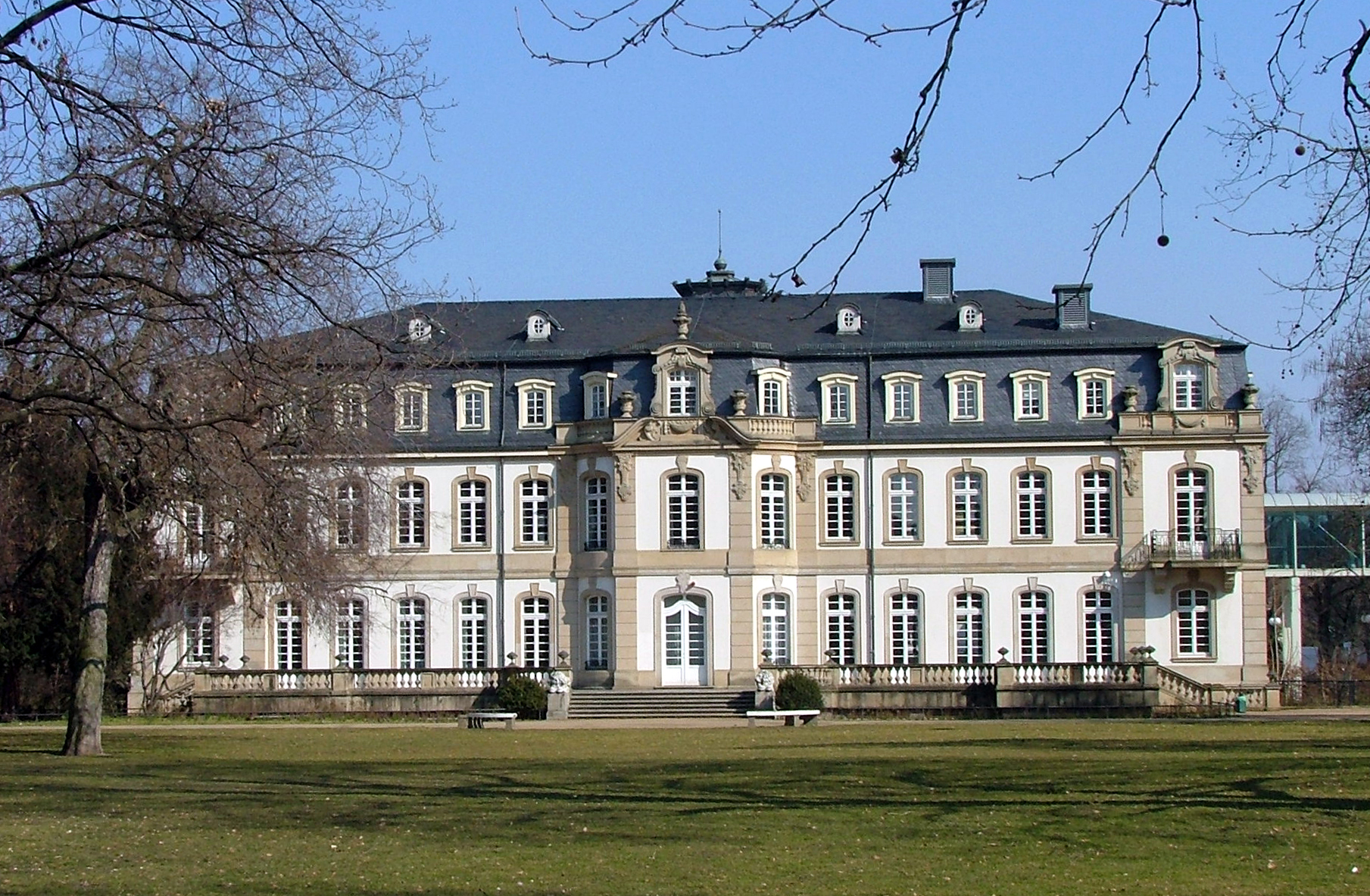
Pałac Büsing

Historyzm w Offenbachu reprezentują liczne budynki. Około 1775 roku wybudowano pałac Büsing (przebudowany w stylu neobarokowym w latach 1901–1907). Pałac Büsing był w XVIII wieku siedzibą miejską rodziny Bernard – fabrykantów offenbaskich. Mieszczą się w nim dziś urząd stanu cywilnego, biblioteka miejska i Muzeum Klingspora. Istnieje możliwość wynajęcia od miasta reprezentacyjnych pomieszczeń do różnych celów.
Liczne historyczne budynki znajdują się w offenbaskim Westendzie, wzdłuż Frankfurter Straße. Wartym zobaczenia jest gimnazjum Leibnitza (Leibnitz-Gymnasium) przy Parkstraße i kilka betonowych budynków z wystawy architektonicznej z końca XIX wieku w pobliskim parku Dreieich.
Ważną neobarokową budowlą jest katolicki kościół św. Marii (St. Marien) przy Bieberer Straße. Budowla łączy styl secesyjny z barokowym, została wybudowana w latach 1911–1913 według planów mogunckiego architekta Ludwiga Beckera. Kościół został w ostatnich latach odrestaurowany po tym, jak budowa tuneli dla kolei miejskiej (S-Bahn) negatywnie wpłynęła na statykę budynku.

### Architektura XX wieku
Hugo Eberhardt, architekt i założyciel |Niemieckiego Muzeum Skór (Deutsches Ledermuseum) wybudował w Offenbachu na początku XX wieku kilka budowli – m.in. fabrykę Heynego, budynki dzisiejszej Hochschule für Gestaltung i siedzibę kasy chorych AOK. Budynki te świadczą o przejściu architektury w kierunku modernizmu.

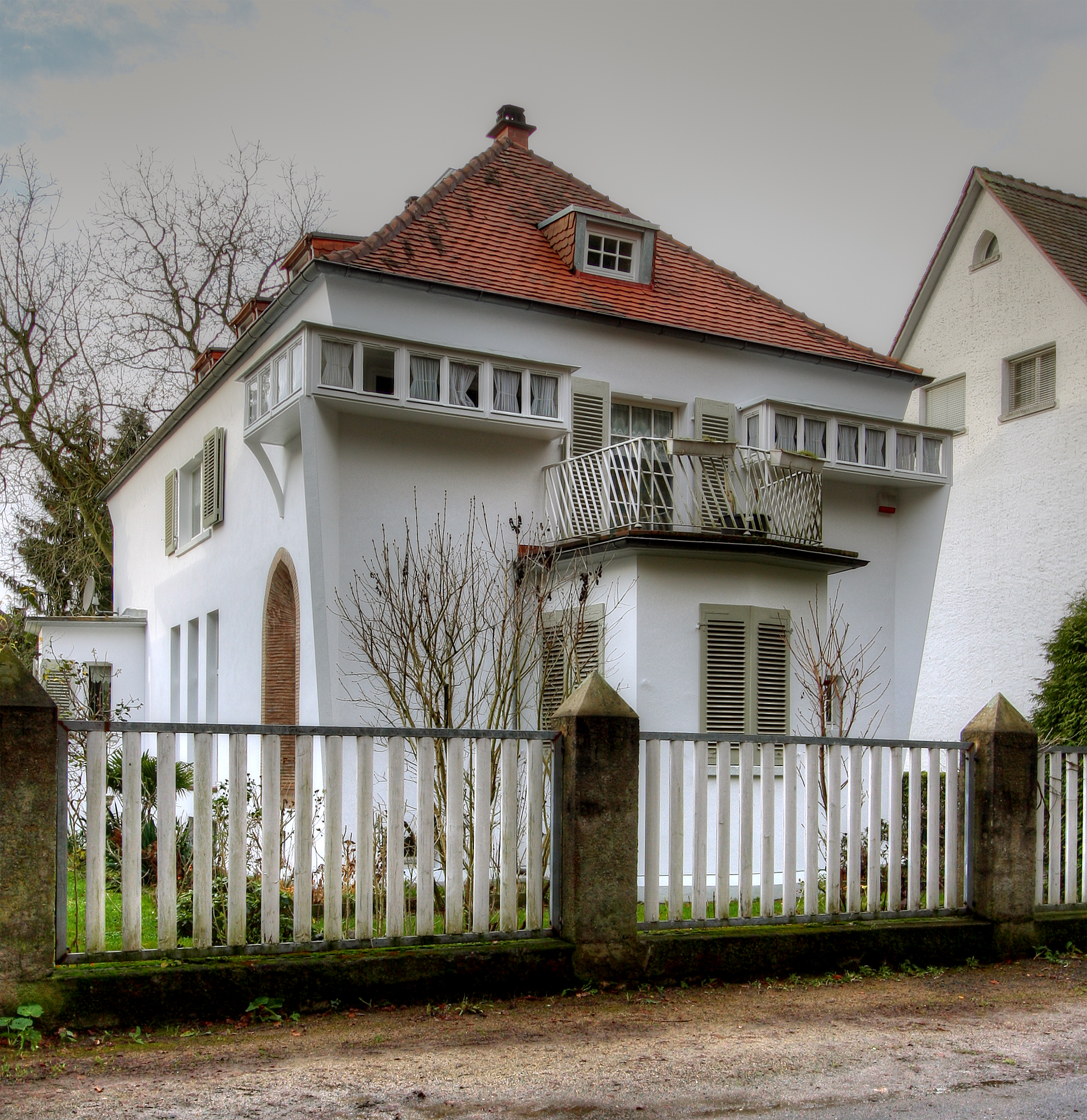
Jedna z willi Dominikusa Böhma

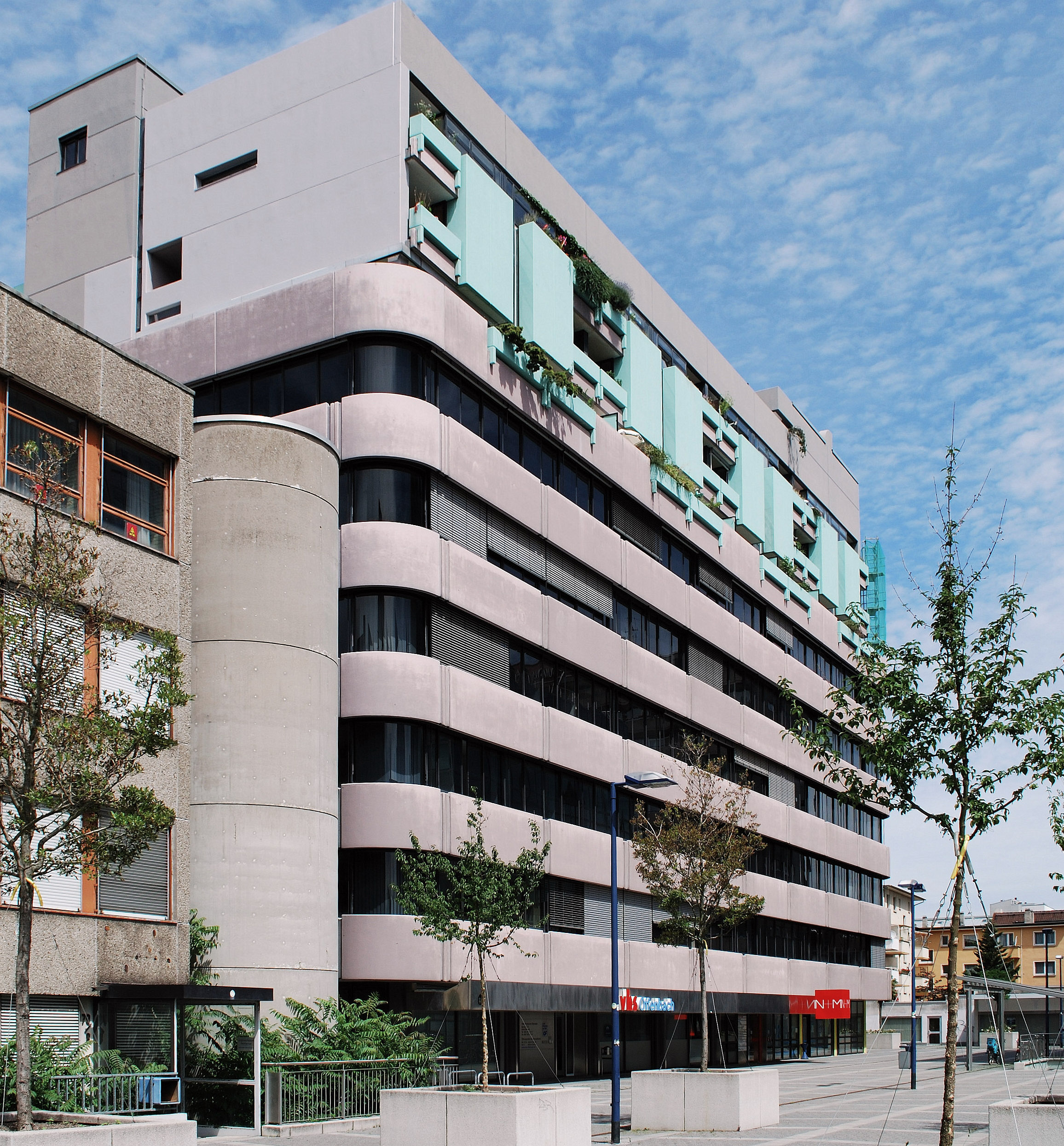
ATP Frankfurt, znani głównie z projektów wieżowców

Egon Eiermann zrealizował kilka budynków według wytycznych tego kierunku w dzielnicy Lauterborn.
Swoją siedzibę ma w mieście biuro projektowe Novotny Mähner Assoziierte (N+M), które zasłynęło z zaprojektowania wielu frankfurckich wieżowców. Novotny & Mähner wybudowali w Offenbach am Main m.in. Dom N+M (N+M-Haus), nowoczesny wieżowiec City Tower oraz kompleks sądowy.

### Parki

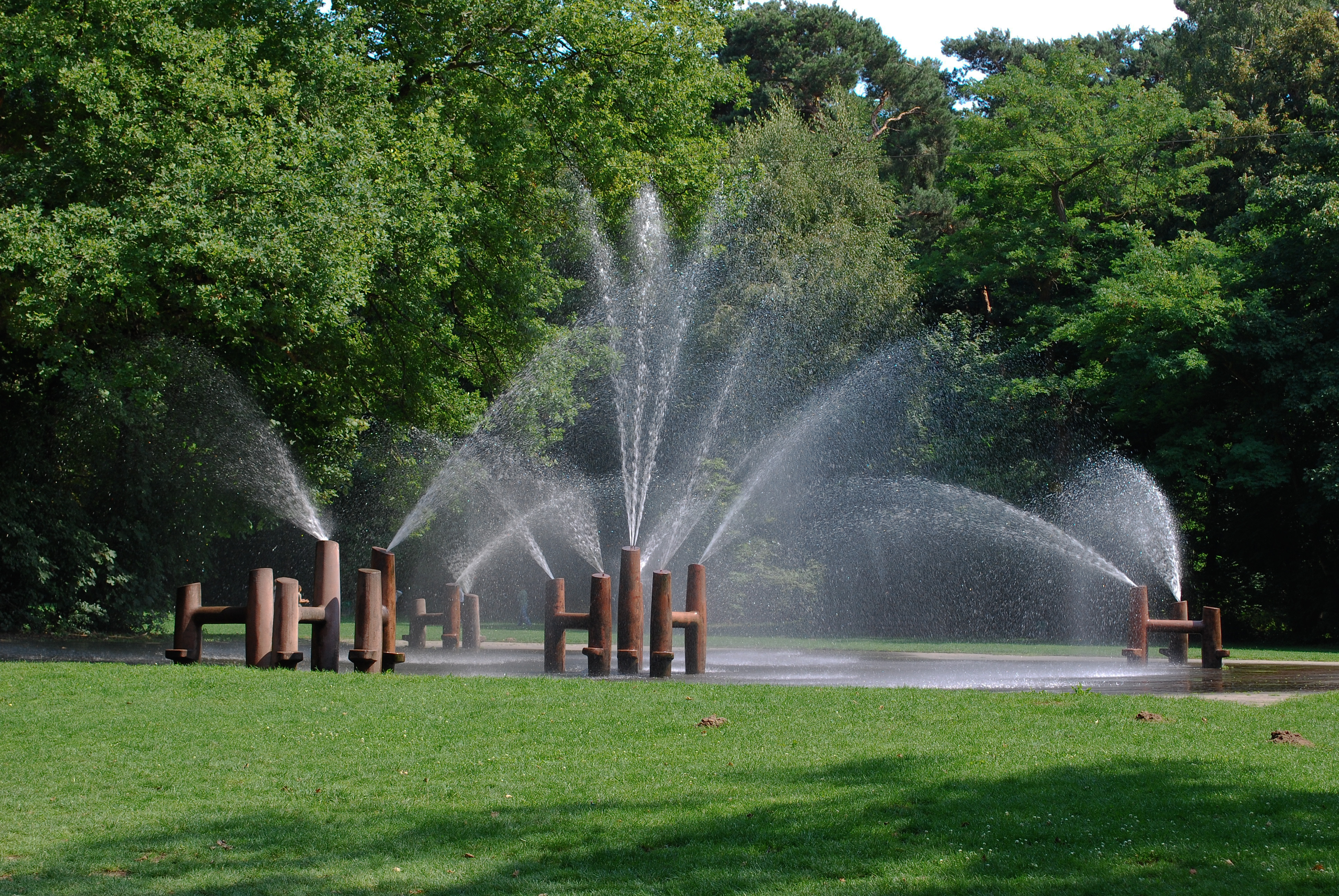
Park Leonharda Eißnerta

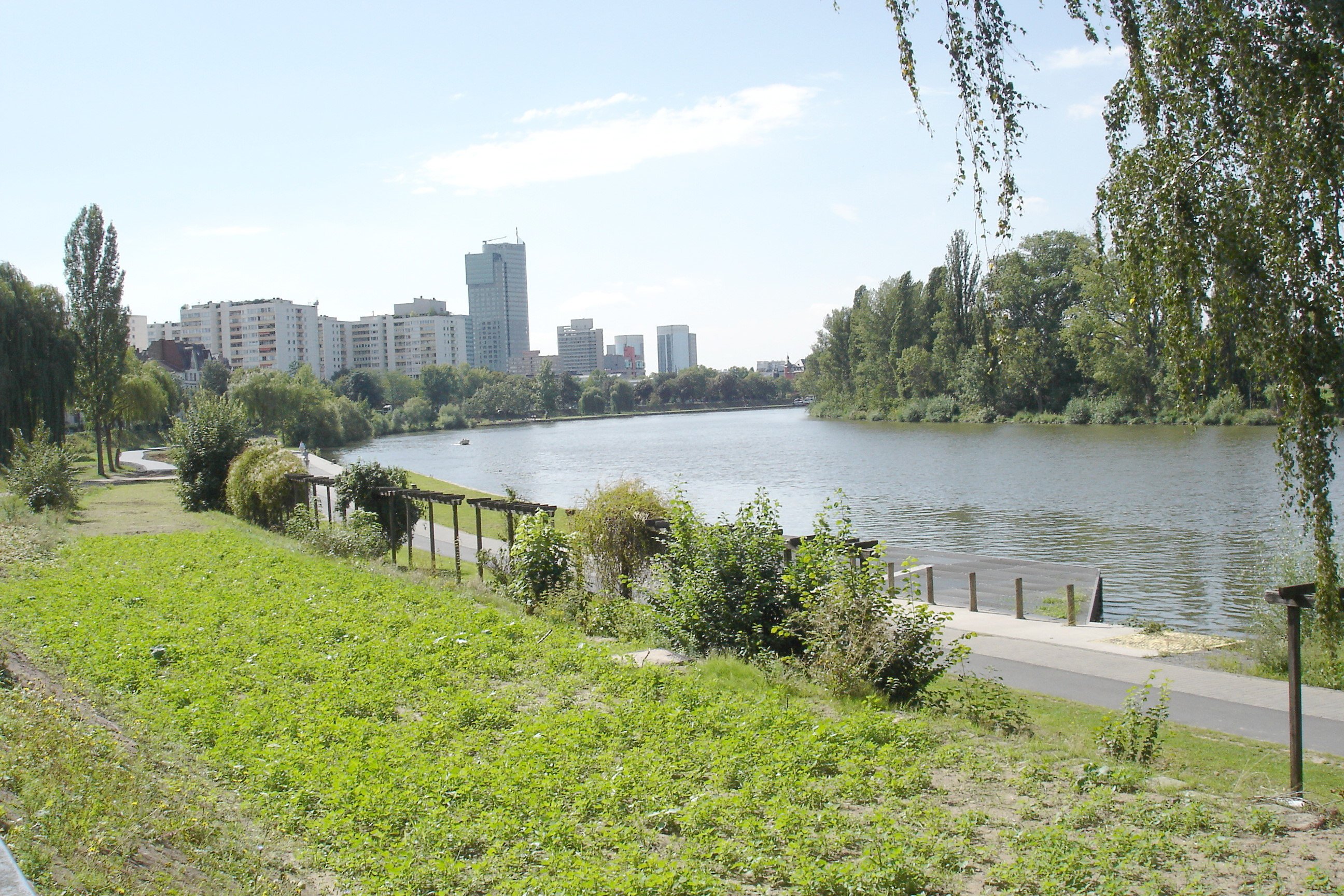
Nad brzegiem Menu

Offenbach am Main posiada liczne tereny zielone. Parkami miejskimi są: Park Büsing (Büsing-Park), graniczący z nim Park Lili (Lili-Park), Park Dreieich (Dreieich-Park), Park Leonharda-Eißnerta (Leonhard-Eißnert-Park) na Bieberer Berg i Park Zamkowy w Rumpenheim (Schlosspark).
W Dreieich-Park znajdują się najstarsze niemieckie budowle z betonu, które zostały niedawno odrestaurowane, w tym Wetterpark (Park Pogodowy).
„Offenbacher Grüngürtel” (Offenbaski pas zieleni) łączy niektóre parki za pomocą ścieżki rowerowej, która częściowo należy do „Pfad der Industriekultur” (Ścieżki kultury przemysłowej) – znajdującej się na trasie nieistniejącej już linii kolei przemysłowej.
Także wybrzeże Menu można uznać za pas zieleni, który rozciąga się od granicy z Frankfurtem na zachodzie, aż po dzielnicę Rumpenheim na wschodzie. Pas ten jest rozbudowaną na całej trasie ścieżką rowerową z wydzielonym w centrum Offenbachu osobnym przejściem dla pieszych i pełni rolę terenu wypoczynkowego dla mieszkańców okolicznych osiedli.

### Cieki wodne
Oprócz Menu i strumieni Bieber w dzielnicy Bieber oraz Hainbach w Tempelsee, przez Offenbach przepływają cieki Röhrgraben, Buchraingraben, Oberhorstgraben, Wildhofsbach, Grenzgraben, Kuhmühlgraben w dzielnicy Waldheim i Buchhügelgraben.
Z wód stojących należy wymienić Oberhorstweiher, Entensee w Bürgel, Buchrainweiher, Biebernsee i Schultheisweiher w dzielnicy Rumpenheim. Schultheisweiher służy w miesiącach letnich jako kąpielisko.

## Demografia
W 1875 r. Offenbach am Main liczył około 25 000 mieszkańców, a do roku 1900 liczba ta się podwoiła. W roku 1954 populacja przekroczyła 100 000. W 1972 osiągnięto historyczne maksimum ze 121 283 mieszkańcami. Pod koniec września 2015 roku, zgodnie z danymi Krajowego Urzędu Statystycznego Hesji, Offenbach zamieszkiwało 121 747 osób.
Offenbach posiada procentowo najwyższą liczbę obcokrajowców ze wszystkich niemieckich miast. Zgodnie z danymi Urzędu Miasta z marca 2007, 35 326 mieszkańców (30,1%) nie posiada niemieckiego obywatelstwa. Najwięcej obcokrajowców pochodzi z Turcji (7193), Włoch (3916), Grecji (3610), Serbii i Czarnogóry (3196), Chorwacji (1905), Polski (1769), Maroka (1628) oraz Bośni i Hercegowiny (1357).
Niniejszy przegląd pokazuje liczbę mieszkańców zgodnie z dzisiejszym podziałem administracyjnym. Do 1833 roku dane są szacunkowe, następne są danymi ze spisów ludności lub urzędowymi danymi poszczególnych urzędów statystycznych oraz samej administracji miasta. Od 1843 roku w danych używa się określenia „ludność znajdująca się w mieście”, od 1925 „ludność zamieszkująca miasto”, a od 1987 „ludność z głównym miejscem zamieszkania”. Podczas spisu powszechnego, zgodnie z danymi z 31 marca 2011 liczba mieszkańców Offenbach po raz pierwszy w historii przekroczyła próg 120 000.
| Rok              | Mieszkańców |
| ---------------- | ----------- |
| 1540             | 480         |
| 1685             | 600         |
| 1718             | 1500        |
| 1800             | 5000        |
| 1816             | 6210        |
| 1825             | 7147        |
| 1828             | 7466        |
| 1830             | 7498        |
| 1 grudnia 1834 ¹ | 9433        |
| 1 grudnia 1840 ¹ | 9597        |
| 3 grudnia 1843 ¹ | 9883        |
| 3 grudnia 1846 ¹ | 11 565      |
| 3 grudnia 1852 ¹ | 11 087      |
| 3 grudnia 1855 ¹ | 13 724      |
| 3 grudnia 1861 ¹ | 16 708      |
| 3 grudnia 1864 ¹ | 19 390      |

| Rok                   | Mieszkańców |
| --------------------- | ----------- |
| 3 grudnia 1867 ¹      | 20 322      |
| 1 grudnia 1871 ¹      | 22 689      |
| 1 grudnia 1875 ¹      | 26 012      |
| 1 grudnia 1880 ¹      | 28 597      |
| 1 grudnia 1885 ¹      | 31 704      |
| 1 grudnia 1890 ¹      | 35 064      |
| 2 grudnia 1895 ¹      | 39 388      |
| 1 grudnia 1900 ¹      | 50 468      |
| 1 grudnia 1905 ¹      | 59 765      |
| 1 grudnia 1910 ¹      | 75 583      |
| 1 grudnia 1916 ¹      | 67 197      |
| 5 grudnia 1917 ¹      | 67 483      |
| 8 października 1919 ¹ | 75 380      |
| 16 czerwca 1925 ¹     | 79 362      |
| 16 czerwca 1933 ¹     | 81 329      |
| 17 maja 1939 ¹        | 85 140      |

| Rok                    | Mieszkańców |
| ---------------------- | ----------- |
| 31 grudnia 1945        | 70 600      |
| 29 października 1946 ¹ | 75 479      |
| 13 września 1950 ¹     | 89 030      |
| 25 września 1956 ¹     | 104 283     |
| 6 czerwca 1961 ¹       | 116 195     |
| 31 grudnia 1965        | 117 893     |
| 27 maja 1970 ¹         | 117 306     |
| 31 grudnia 1975        | 115 251     |
| 31 grudnia 1980        | 110 993     |
| 31 grudnia 1985        | 107 090     |
| 25 maja 1987 ¹         | 111 386     |
| 31 grudnia 1990        | 114 992     |
| 31 grudnia 1995        | 116 533     |
| 31 grudnia 2000        | 117 535     |
| 30 września 2005       | 119 833     |
| 31 grudnia 2010        | 119 734     |
| 31 marca 2011          | 120 067     |

¹ Dane ze spisów ludności

## Religia

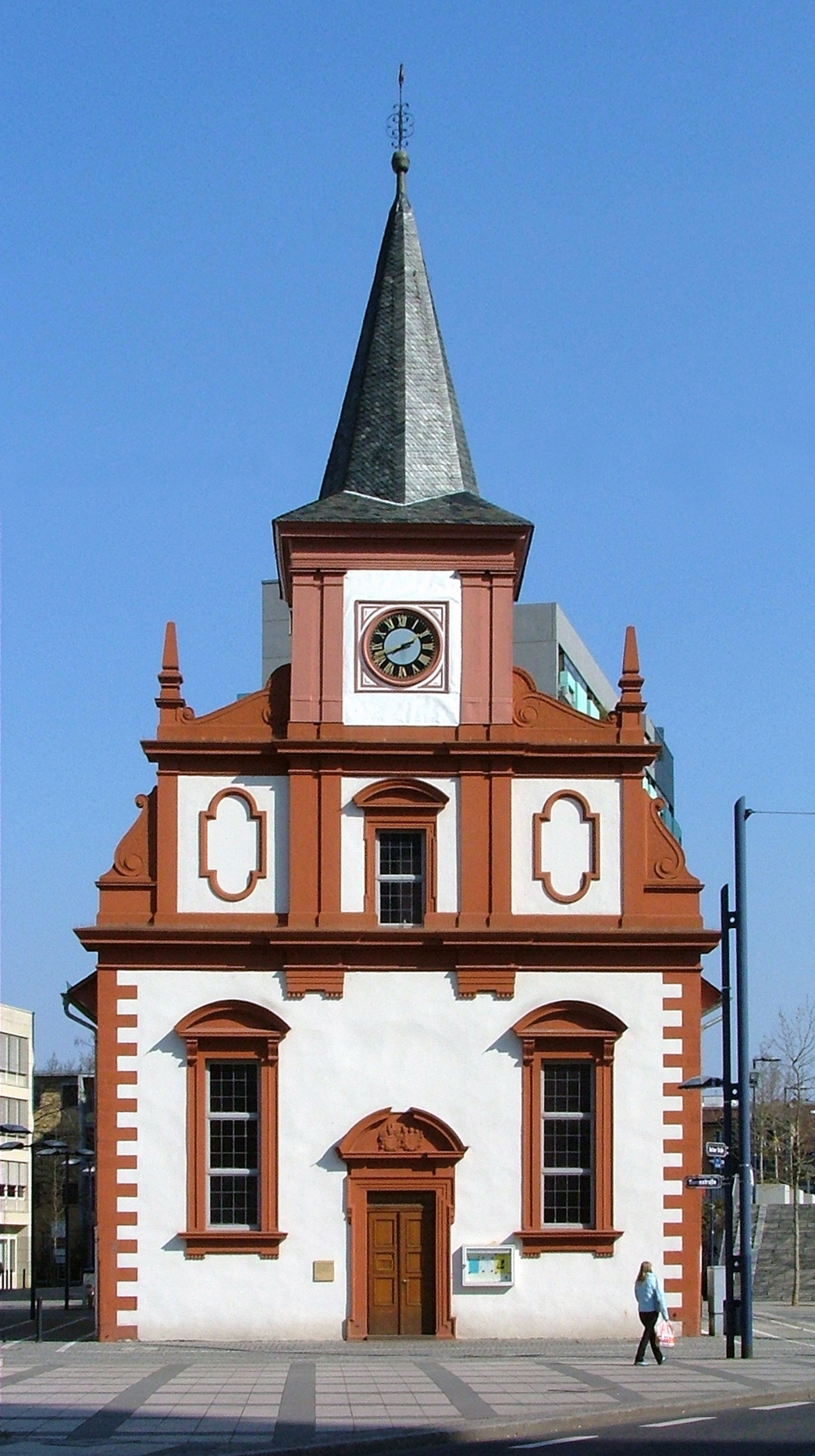
Parafia ewangelicka francusko-reformowana

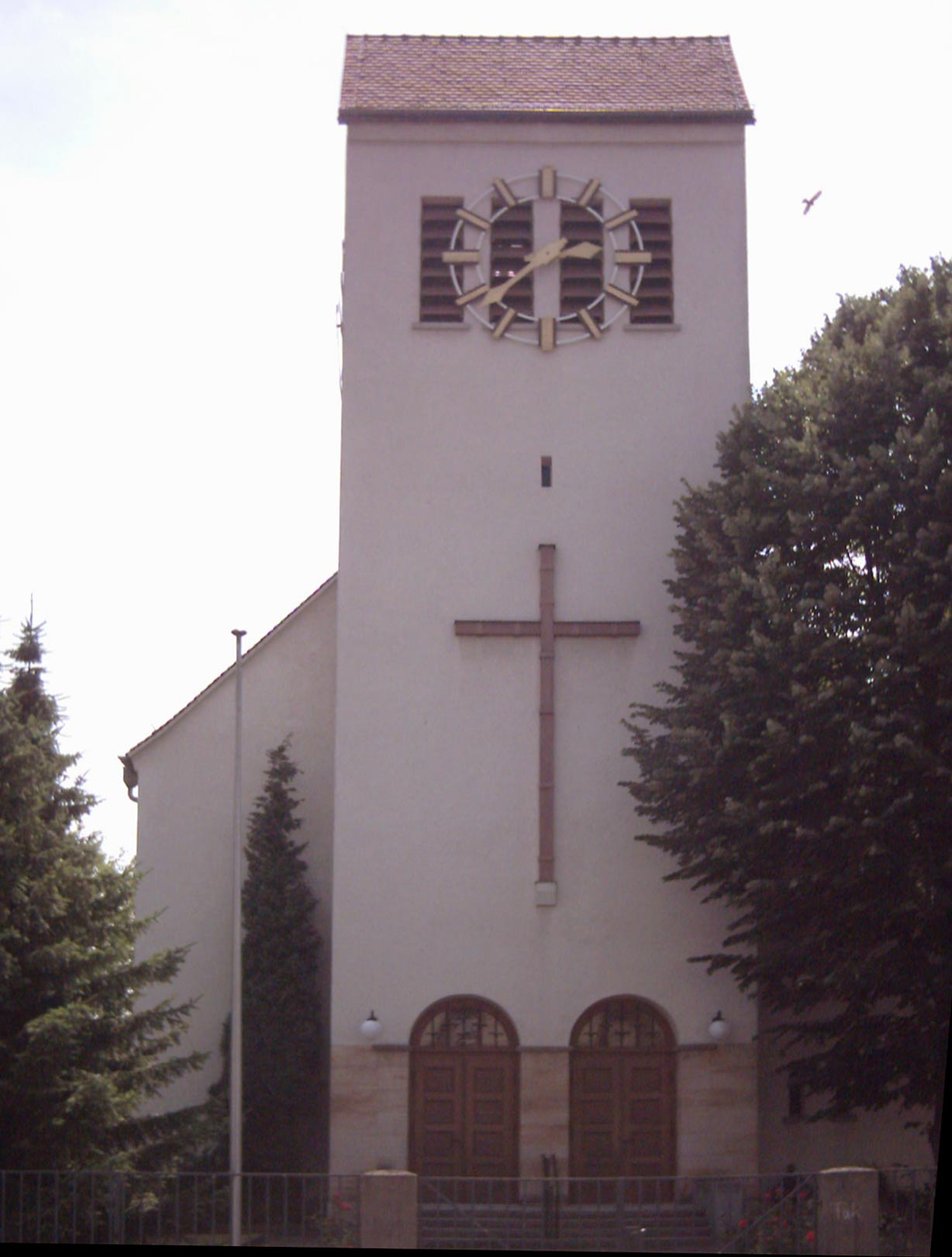
Parafia ewangelicka im. Marcina Lutra w Offenbach-Bieber

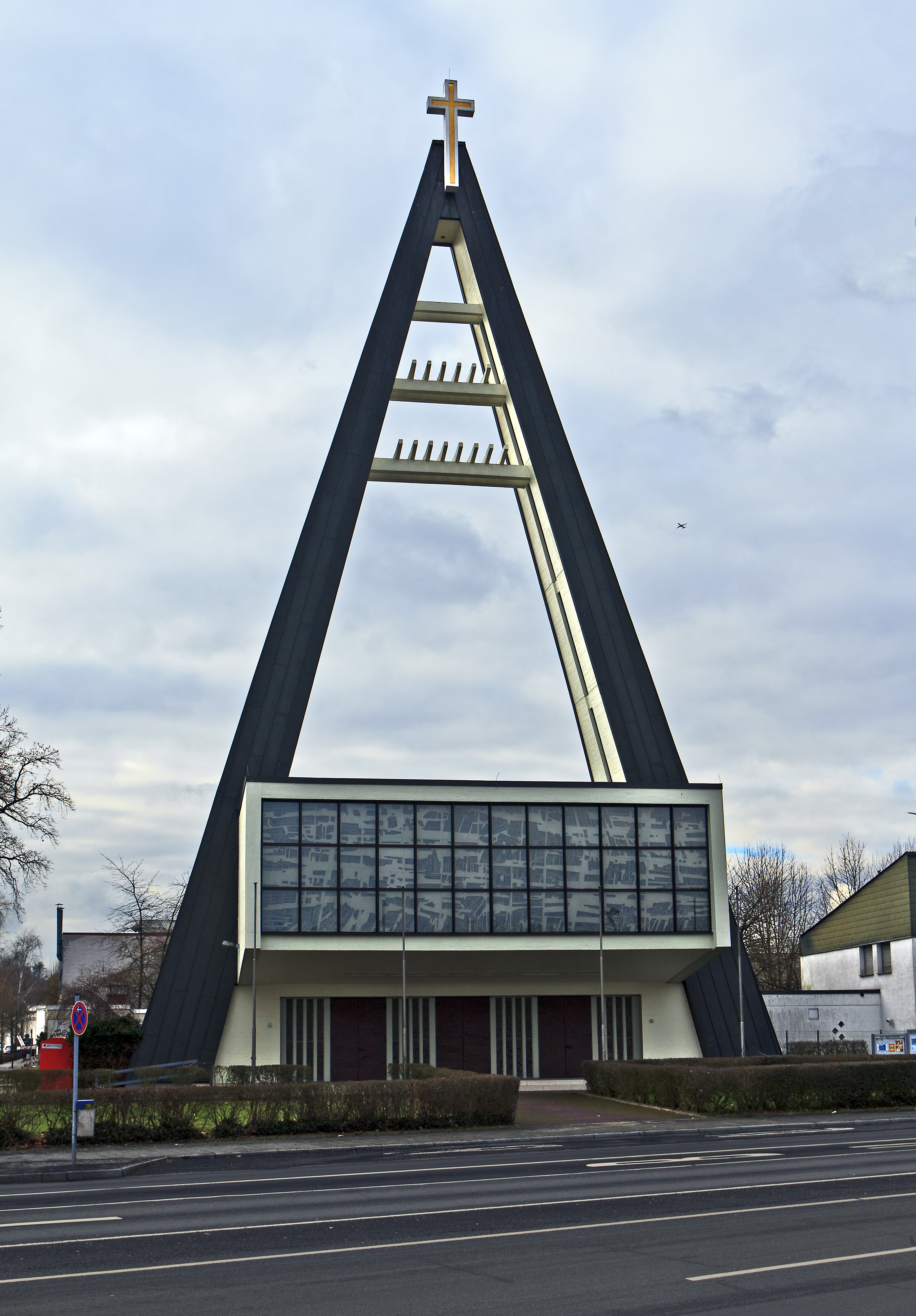
Parafia katolicka pw. św. Konrada w Offenbach-Tempelsee

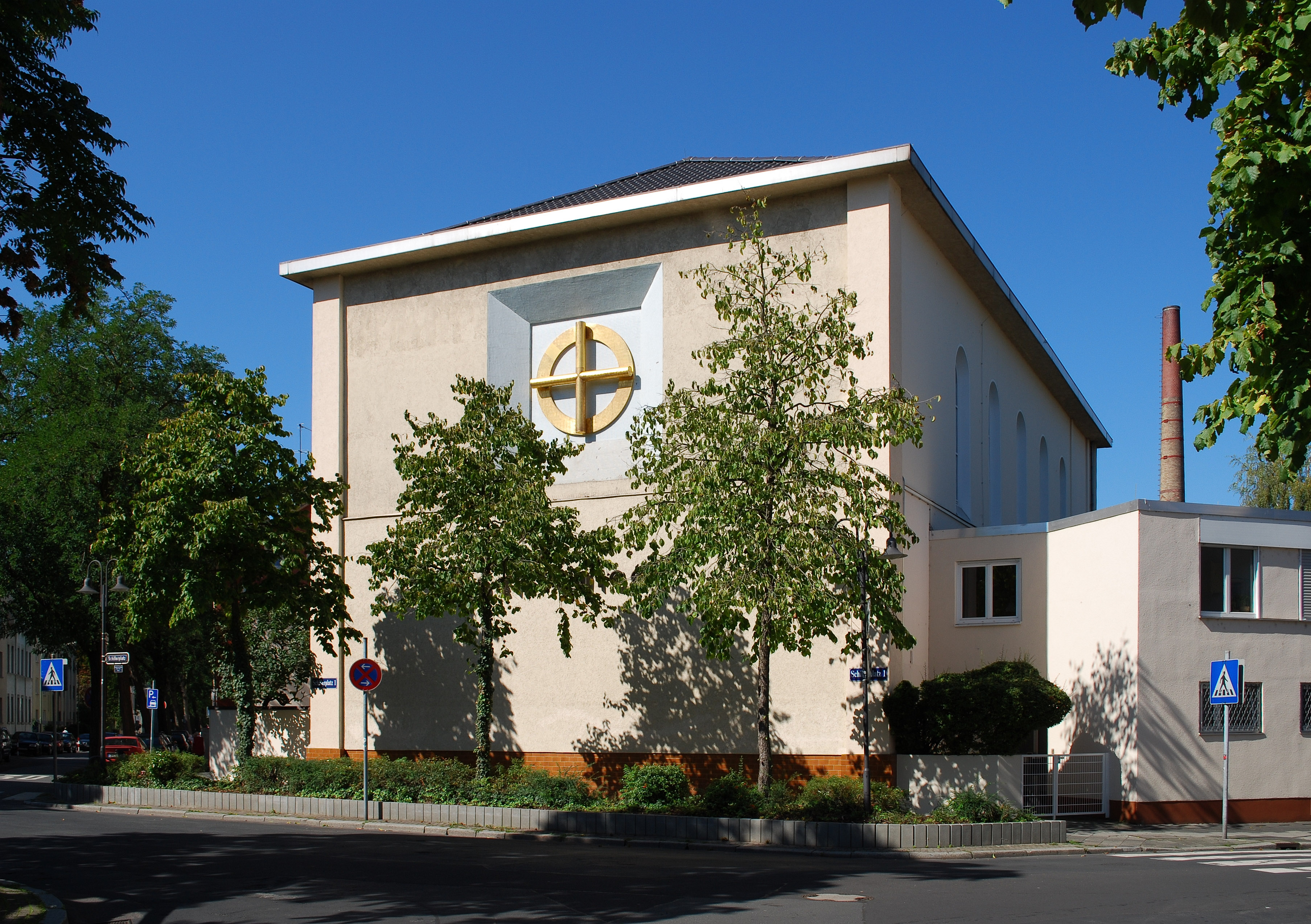
Zbór parafii wolnoreligijnej

Offenbach am Main należał przed reformacją do biskupstwa mogunckiego. Hrabia Reinhard von Isenburg wprowadził w 1542 wyznanie luterańskie, jednak od 1592 zastąpił je kalwinizm. Przez kolejne stulecia miasto pozostawało wyłącznie pod wpływem kościoła i wyznania ewangelicko-reformowanego. Od 1734 pozwolono luteranom na praktykowanie nabożeństw według ich obrządku. Po przyłączeniu miasta do Wielkiego Księstwa Hesji doszło w 1848 roku do unii między parafiami ewangelicko-reformowanymi i ewangelicko-augsburskimi. Parafie od tej pory należały do Superintendentury Starkenburg z siedzibą w Darmstadt. Później Offenbach am Main został siedzibą protestanckiej samodzielnej jednostki administracyjnej (niem. Propstei) Północny Starkenburg, a następnie Ren-Men, wewnątrz dzisiejszego Kościoła ewangelickiego Hesji i Nassau. Ewangelickie parafie w mieście należą dziś do dekanatu Offenbach wyżej wymienionego kościoła.
Katolicy powrócili do miasta w XVIII wieku. W 1798 udzielono im zezwolenia na nabożeństwa katolickie, lecz dopiero w 1825 katolicy uzyskali pełną swobodę religijną. Około 1900 roku katolicy stanowili 30% mieszkańców. Proporcje zaczęły się zmieniać po przyłączeniu do miasta sąsiadujących miejscowości (głównie katolickich), Bieber i Bürgel, w latach trzydziestych XX wieku. Katolickie parafie należą do dekanatu Offenbach w diecezji mogunckiej.
Gmina żydowska liczyła w XIX wieku około 1000 wiernych, a w 1939 r. – 550 osób. Większość z nich została zamordowana w okresie narodowego socjalizmu. W miejscu dzisiejszego urzędu pracy przy Domstraße znajdował się dom, do którego skierowano żydowskie rodziny po tym, jak ich ojcowie zostali wysłani do obozów koncentracyjnych. Po 1945 roku ponownie powstała mała gmina żydowska. Dziś w mieście żyje około 1000 Żydów (głównie z byłego ZSRR). Wybudowana w 1916 roku synagoga została zbezczeszczona podczas nocy kryształowej, a później służyła jako sala kinowa. Obecnie budynek pod nazwą Capitol służy jako centrum kongresowe i teatr muzyczny lub sala koncertowa. Nowa żydowska synagoga znajduje się naprzeciwko poprzedniej.
Parafia wolnoreligijna (niem. Frei-religiöse Gemeinde) Offenbach znajduje się przy Schillerplatz, istnieje od 1845 roku i liczyła w 2006 roku 1700 wiernych. Została założona jako parafia niemiecko-katolicka przez lokalnego fabrykanta Josepha Pirazziego. Także Lorenz Diefenbach przyczynił się w pierwszych latach jej istnienia do jej rozwoju. Parafia zrzeszona jest w Federacji Parafii Wolnoreligijnych w Niemczech (niem. Bund Freireligiöser Gemeinden Deutschlands), a ta ostatnia w International Association for Religious Freedom. Od września 2006 roku parafia wolnoreligijna Offenbach prowadzi jako jedyna w Niemczech pierwsze wolnoreligijne przedszkole.
Parafia grecko-prawosławna ma wielu wiernych, zamieszkujących głównie dzielnicę Tempelsee. Offenbach am Main jest miastem o największej liczbie wyznawców greckiego prawosławia spośród wszystkich niemieckich dużych miast.

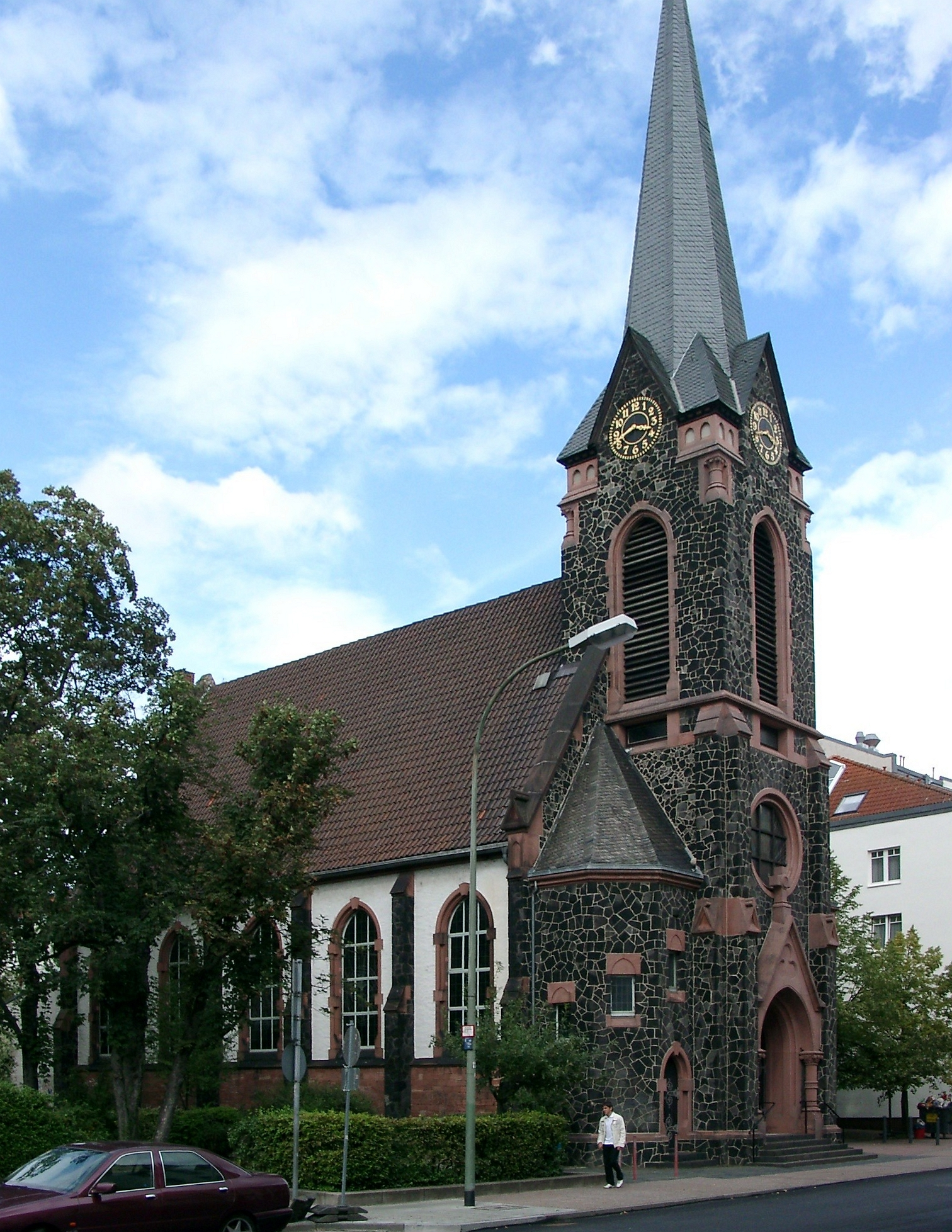
Parafia starokatolicka

W 1873 roku członkowie grupy starokatolików spisali „Konstytucję”, w której uroczyście odrzucili dogmat o nieomylności papieża i zapędy władzy ze strony Watykanu, jednocześnie nazywając się starokatolikami, którzy chcą pozostać wierni swojej starej wierze. Konstytucja powyższa, w którą wpisano cel powołania parafii, prowadzenia nabożeństw oraz ordynacji duchownych, jest dokumentem inauguracyjnym parafii starokatolickiej w mieście. Kto podpisał niniejszy dokument, stawał się członkiem parafii starokatolickiej. Dokument został podpisany i podpieczętowany przez burmistrza miasta. Pośród pierwszych podpisujących znajduje się wiele nazwisk rodowitych mieszkańców Offenbach am Main.
W 1874 roku rząd Wielkiego Księstwa Hesji w Darmstadt udzielił pozwolenia na oficjalne utworzenie „parafii starokatolickiej w Offenbach am Main i Bieber z siedzibą w Offenbach am Main” (przy Otto-Steinwachs-Weg).
Najmłodszą parafią w mieście jest protestancka FeG Offenbach. Należy jako wolna parafia do Unii Wolnych Kościołów. Każdej pierwszej i trzeciej niedzieli miesiąca odprawiane są w offenbaskim CinemaxX-ie nabożeństwa.
Misja Miejska istnieje od prawie 100 lat. Oferta misji jest szeroka, od nabożeństw z opieką dzieci, po pomoc ludziom w każdym wieku. Misja jest wolną instytucją, należącą do krajowego kościoła.
W Offenbach am Main istnieje także siedem meczetów. Spowodowane to jest dużym odsetkiem obcokrajowców z krajów muzułmańskich. Pięć meczetów należy do wspólnoty Alewitów, a dwa do wspólnoty Ahmadijja.
Do mniejszych wspólnot religijnych, wyznaniowych lub światopoglądowych działających oficjalnie na terenie miasta należą m.in.: Wspólnota Wolnomyślicieli, Wspólnota Zielonoświątkowa, Kościół Nowoapostolski, Kościół Jezusa Chrystusa Świętych w Dniach Ostatnich, Kościół Adwentystów Dnia Siódmego i Loża Masońska Carl und Charlotte zur Treue.

## Polityka i administracja

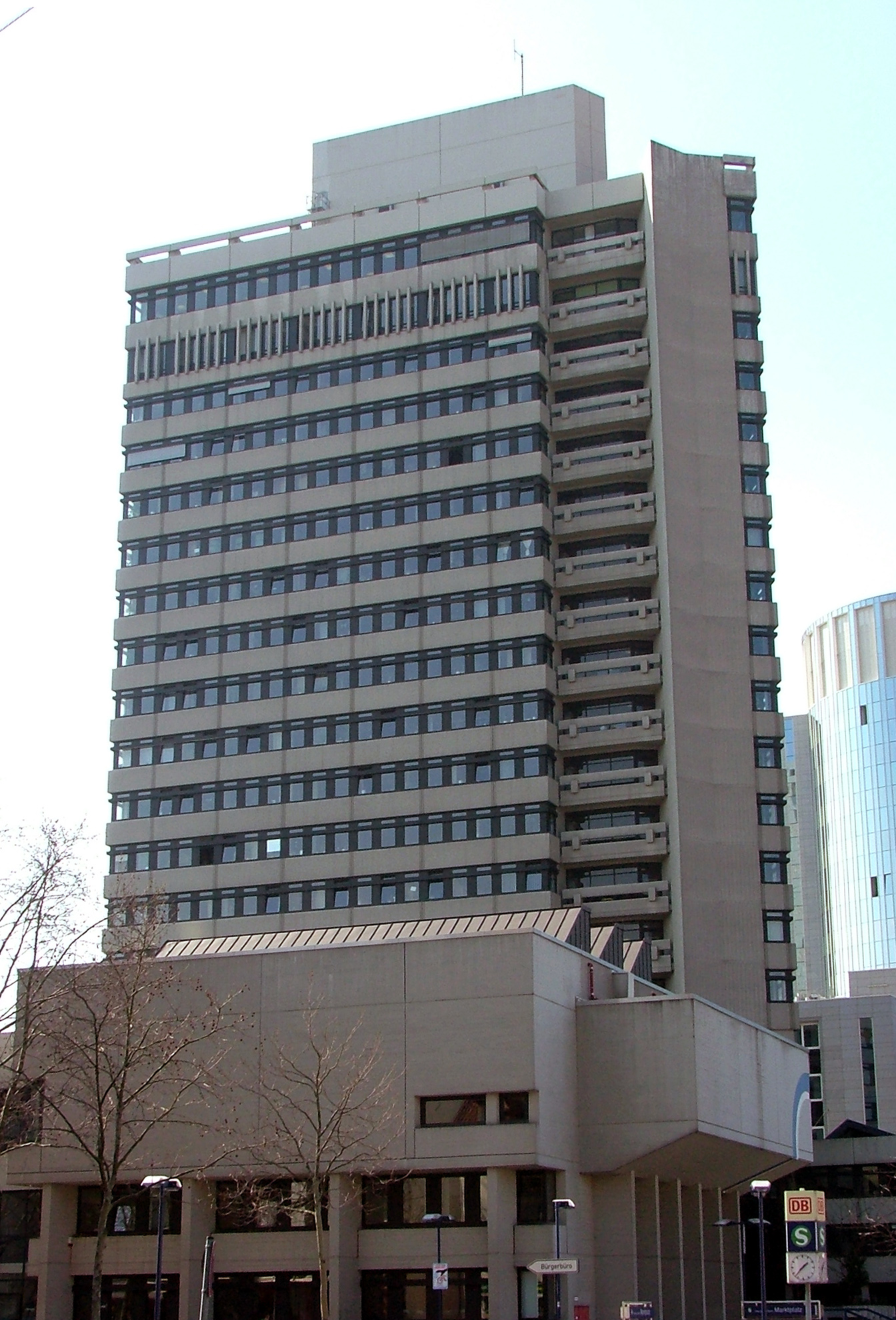
Ratusz w Offenbachu

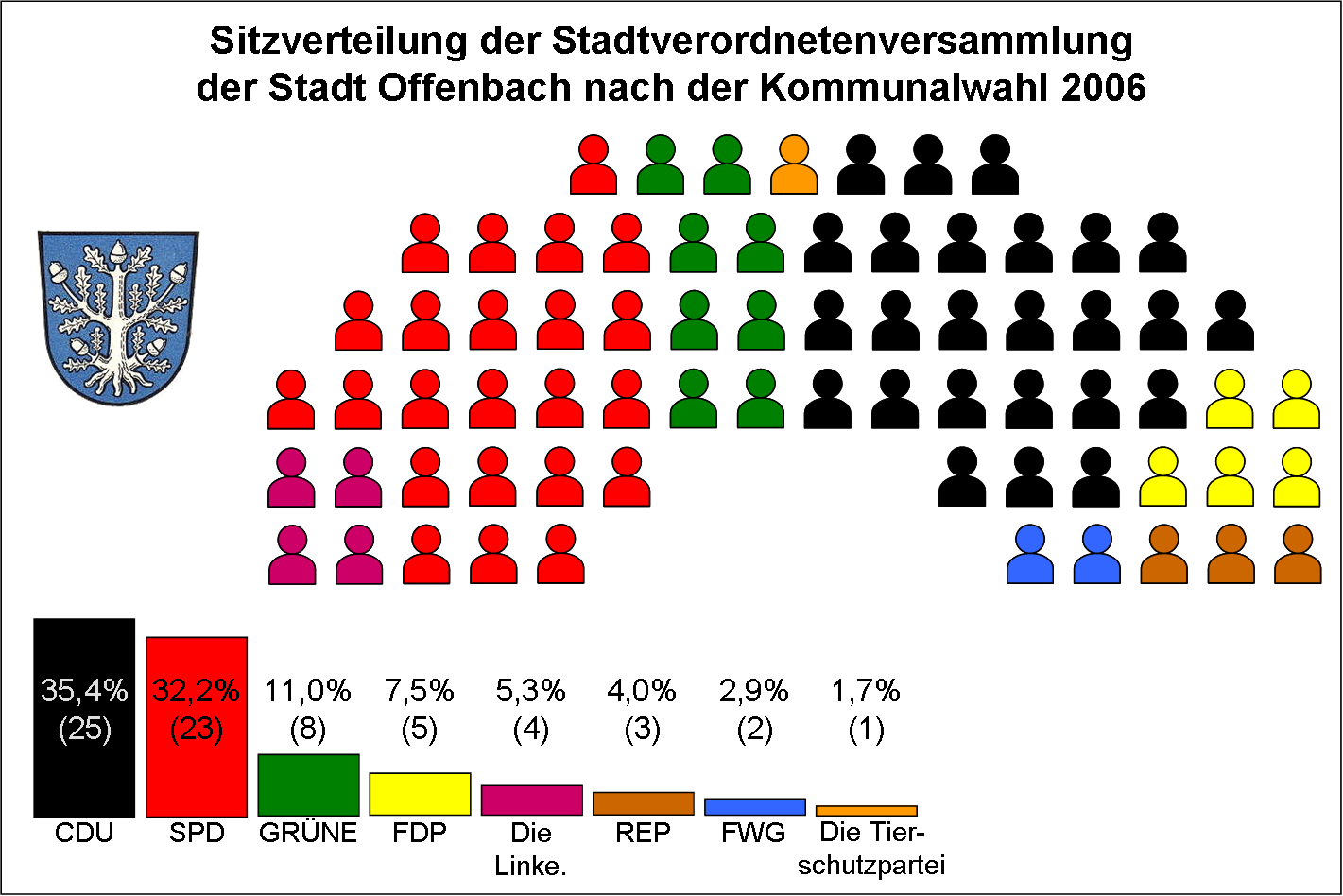
Rada miejska po wyborach komunalnych w 2006 roku

Jako typowe robotnicze miasto, Offenbach am Main zawsze nazywany był „czerwoną fortecą”. Jedynie w latach 1977–1985 miastem rządziła koalicja z CDU i FDP (z Walterem Suermannem – CDU jako nadburmistrzem oraz Ferdinandem Waltherem – FDP jako decernentem ds. kultury). Po tym jak koalicja SPD, Zielonych i Wolnych Wyborców w 2006 r. straciła większość, miastem rządzi teraz koalicja złożona z SPD, Zielonych i FDP. FDP życzyło sobie koalicji z CDU, lecz nie uzyskali większości głosów. Magistrat tworzy „rząd miasta”. Ten składa się z nadburmistrza, pierwszego radnego na stałej posadzie z określeniem urzędowym „burmistrz” i kolejnymi dwoma radnymi na stałych posadach z urzędowym określeniem „rajca miejski”. Do 1874 r. Offenbach am Main miał tylko jednego burmistrza na posadzie wolontariusza, a od 1887 roku głowa miasta otrzymała określenie nadburmistrza.

### Nadburmistrzowie od 1824 r.
- 1824–1826: Peter Georg d'Orville(inne języki)
- 1826–1834: Heinrich Philipp Schwaner
- 1834–1837: Peter Georg d'Orville(inne języki)
- 1837–1849: Jonas Budden(inne języki)
- 1849–1859: Friedrich August Schäfer(inne języki)
- 1859–1867: Johann Heinrich Dick(inne języki)
- 1867–1874: Johann Martin Hirschmann(inne języki)
- 1874–1882: Hermann Stölting(inne języki)
- 1883–1907: Wilhelm Brink(inne języki)
- 1907–1919: Dr. Andreas Dullo(inne języki)
- 1919–1933: Dr. Max Granzin(inne języki)
- 1933–1934: Dr. Heinrich Schönhals(inne języki), komisarycznie
- 1934–1945: Dr. Helmuth Schranz(inne języki)
- 1945–1946: Fritz Reinicke(inne języki), komisarycznie
- 1947–1949: Johannes Rebholz(inne języki)
- 1950–1957: Hans Klüber(inne języki)
- 1957–1974: Georg Dietrich
- 1974–1980: Walter Buckpesch(inne języki)
- 1980–1986: Walter Suermann(inne języki)
- 1986–1994: Wolfgang Reuter(inne języki) (1986–1988 tylko komisarycznie)
- 1994–2006: Gerhard Grandke(inne języki)
- 2006–2018: Horst Schneider(inne języki)
- od 11 stycznia 2018: Felix Schwenke(inne języki)

### Wybory komunalne w 2011 r.
Podczas wyborów komunalnych w 2011 roku doszło do następujących zmian w porównaniu do wyborów z 2006 roku:
CDU: 30,9%, SPD: 26,3%, Zieloni: 22,1%, Die Linke: 5,5%, FDP: 5,1%, Republikaner: 3,4%, Freie Wähler: 2,5%, Piratenpartei (PIRATEN): 2,3%, pozostałe partie i ugrupowania polityczne: 2,0%.

### Herb
Herbem miasta Offenbach am Main jest srebrny dąb z pięcioma srebrnymi żołędziami osadzony na niebieskim tle. Kolorami miasta są niebieski i biały. Dąb symbolizuje stare nadleśnictwo Dreieich (Trzy Dęby), do którego Offenbach am Main należał.

### Współpraca
Miejscowości partnerskie:
| Francja         | Puteaux, Francja od 1955               |  | Włochy                   | Velletri, Włochy od 1957 |  |
| Luksemburg      | Esch-sur-Alzette, Luksemburg od 1956   |  | Japonia                  | Kawagoe, Japonia od 1983 |  |
| Austria         | Mödling, Austria od 1956               |  | Nikaragua                | Rivas, Nikaragua od 1988 |  |
| Belgia          | Saint-Gilles, Belgia od 1956           |  | Rosja                    | Orzeł, Rosja od 1988     |  |
| Wielka Brytania | Tower Hamlets, Wielka Brytania od 1956 |  | Węgry                    | Kőszeg, Węgry od 1995    |  |
| Serbia          | Zemun, Serbia od 1956                  |  | Chińska Republika Ludowa | Yangzhou, Chiny od 1997  |  |

Miejscowości zaprzyjaźnione:
| Israel         | Naharijja, Izrael od 1978 |
| Czech Republic | Vsetín, Czechy od 2004    |

## Gospodarka i infrastruktura

### Przedsiębiorstwa

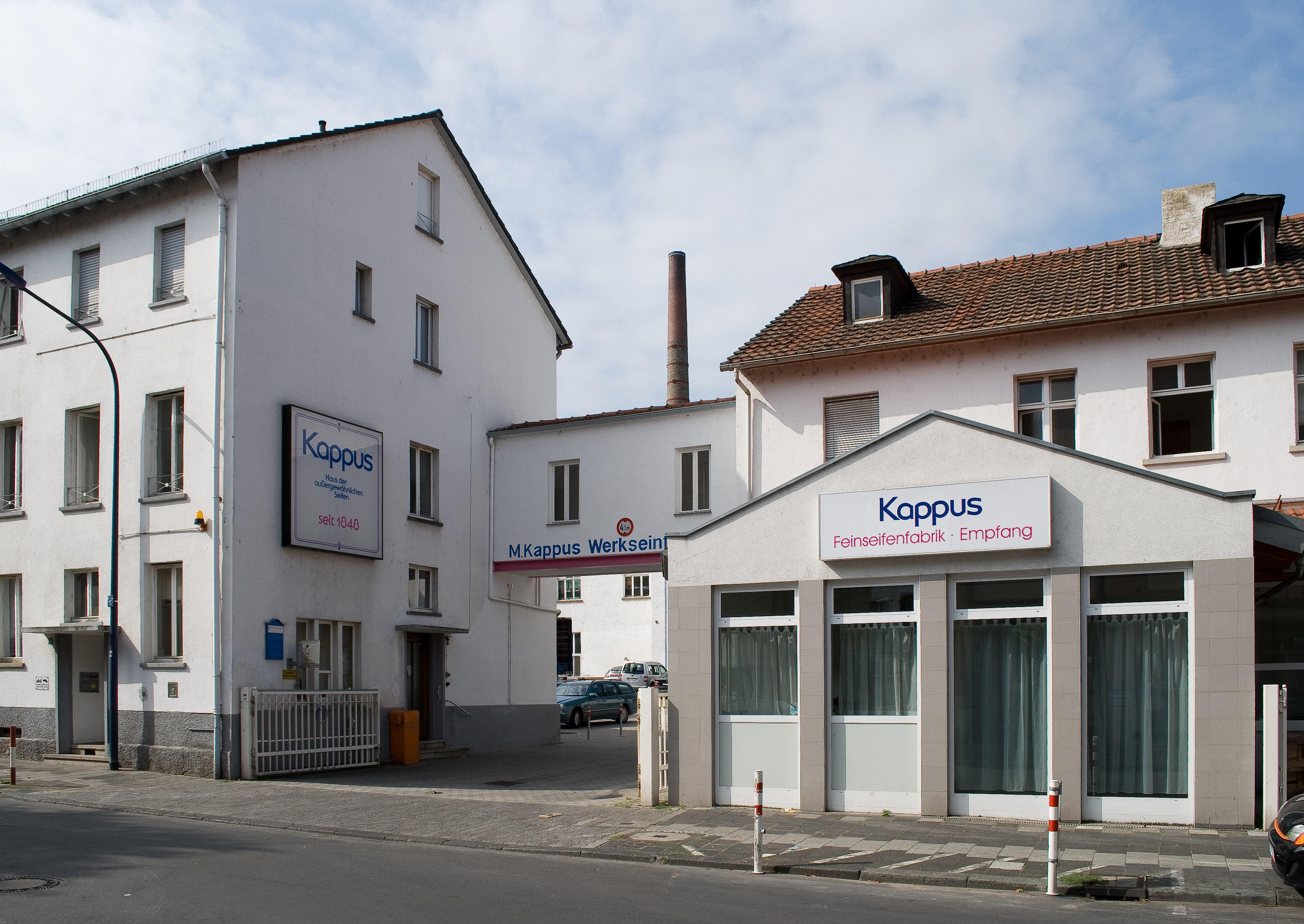
Fabryka mydła firmy Kappus

Wraz z przybyciem Hugenotów, nastąpił rozwój Offenbach am Main jako miasta przemysłowego. W późniejszym okresie miasto stało się centrum przemysłu drukarskiego i odlewniczego (czcionki). Swoje znaczenie miasto uzyskało przez przemysł skórzany, który jednak w późniejszym okresie praktycznie zanikł. Ważnymi zakładami przemysłowymi są przykładowo MAN Roland Druckmaschinen, jako drugi co do wielkości na świecie producent maszyn drukarskich, zakłady petrochemiczne Clariant lub Invista Resins and Fibers GmbH (obydwa należały do koncernu Hoechst AG), firma Rowenta, która po przeniesieniu produkcji za granicę, nadal ma tutaj swoją siedzibę, jak i zakłady produkujące farby i lakiery Schramm-Coatings, oraz Danfoss ew. Sauer-Danfoss.
Ze względu na strategiczne położenie miasta w Regionie Ren-Men, w mieście mają swoje siedziby liczne firmy zagraniczne. I tak na przykład znajduje się tutaj centrala północnoeuropejska, jak i dział rozwojowy producenta samochodów Honda, jak i centrala europejska, centrum projektowe i dział rozwojowy producenta samochodów Hyundai, jak i administracja koreańskiego producenta opon Kumho Tire.
Za pomocą różnych projektów podejmowane są działania w celu odejścia od przemysłu typowo ciężkiego i rozwoju sektora usług i uczynienia miasta jeszcze większym konkurentem dla Frankfurtu nad Menem.

### Urzędy

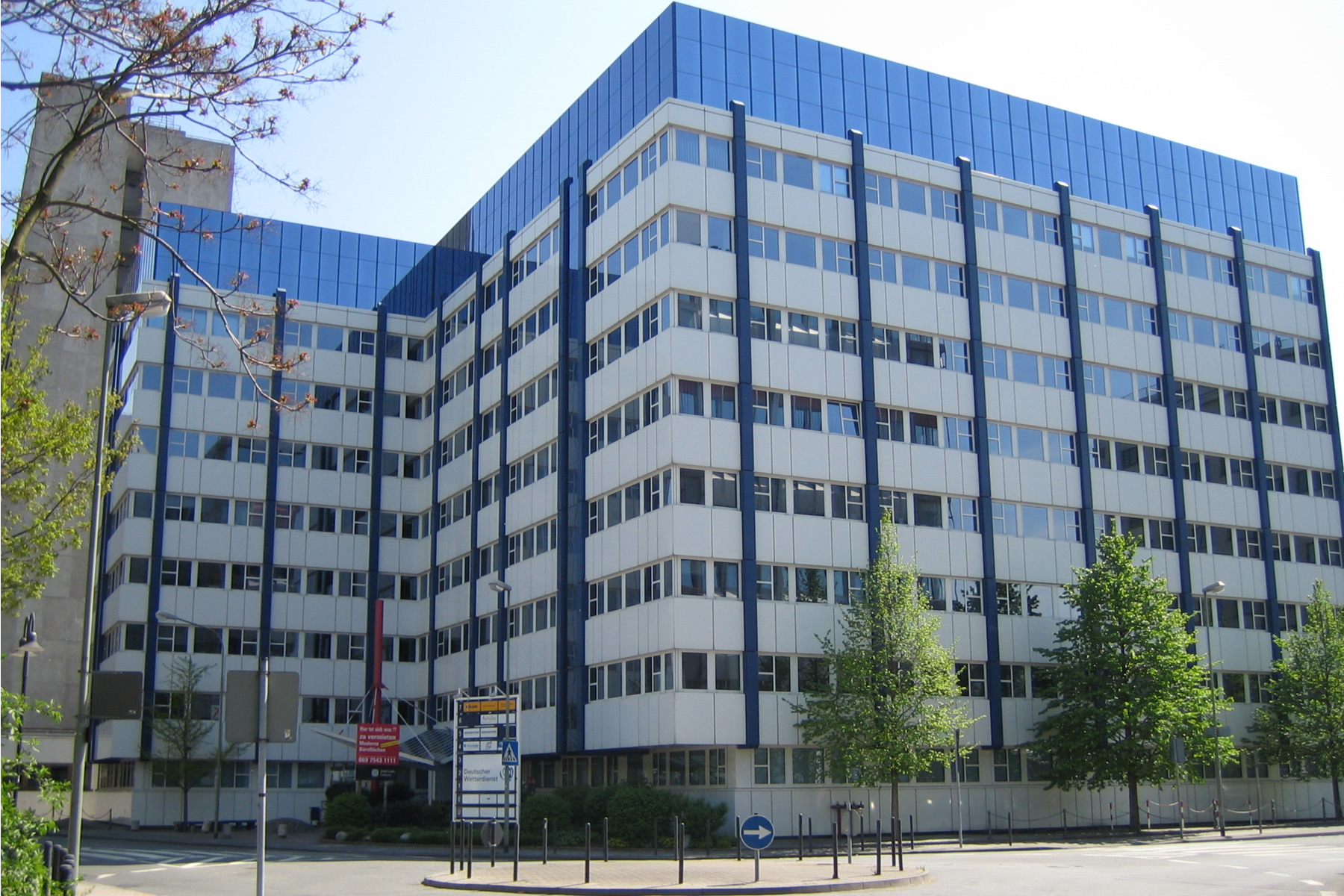
Deutscher Wetterdienst

W mieście znajdują się siedziby Deutscher Wetterdienst (Niemiecka Służba Meteorologiczna), jak i Federalnej Administracji ds. Monopolizacji Wyrobów Gorzelniczych (Bundesmonopolverwaltung für Branntwein).

### Służba zdrowia
Offenbach am Main ma kilka szpitali, z których Klinika Offenbach (Klinikum Offenbach) jako klinika uniwersytecka Uniwersytetu J.W. Goethego we Frankfurcie, ma duże znaczenie regionalne, zwłaszcza w zakresie leczenia oparzeń.

### Transport

#### Transport dalekobieżny

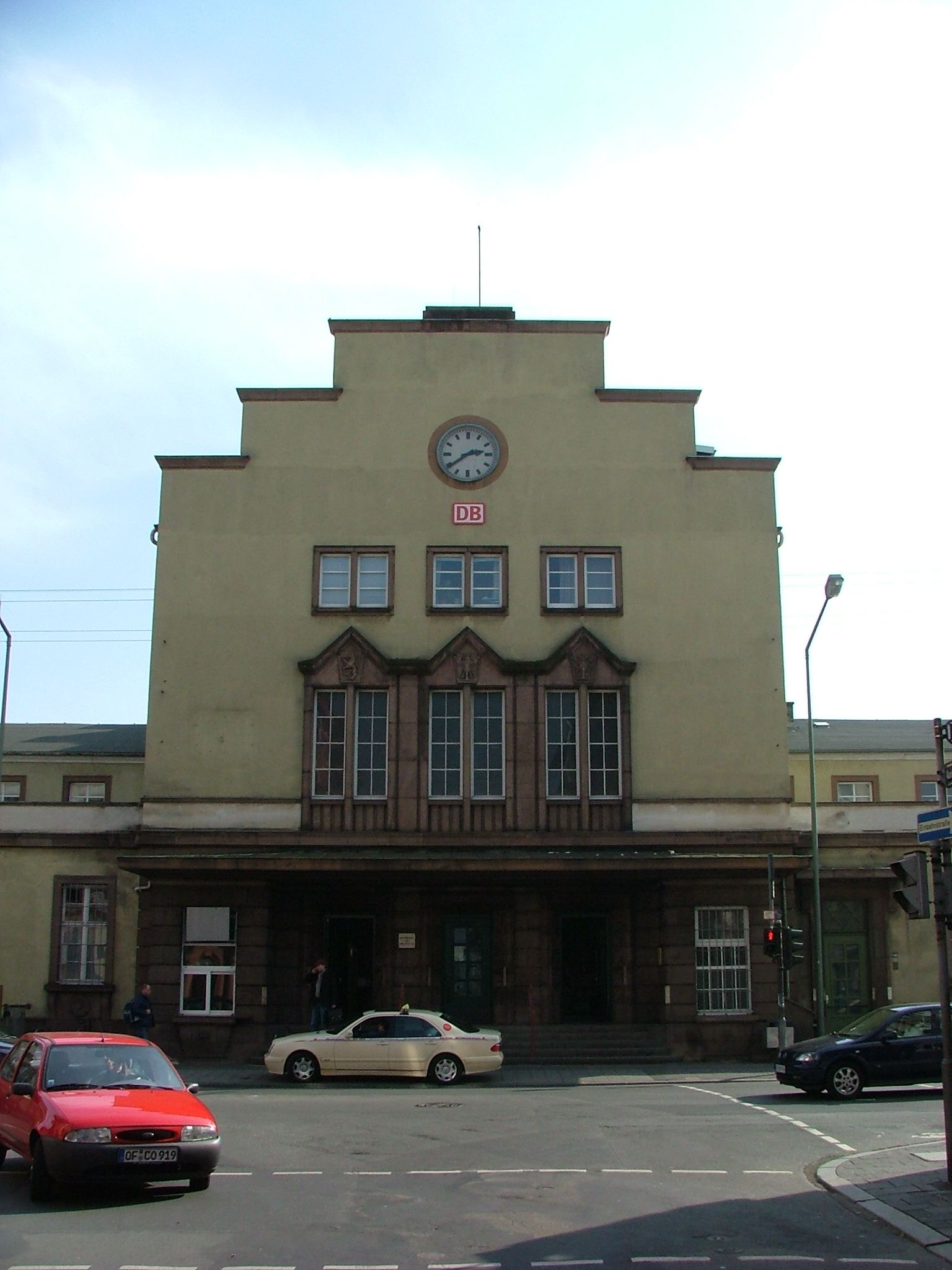
Dworzec główny

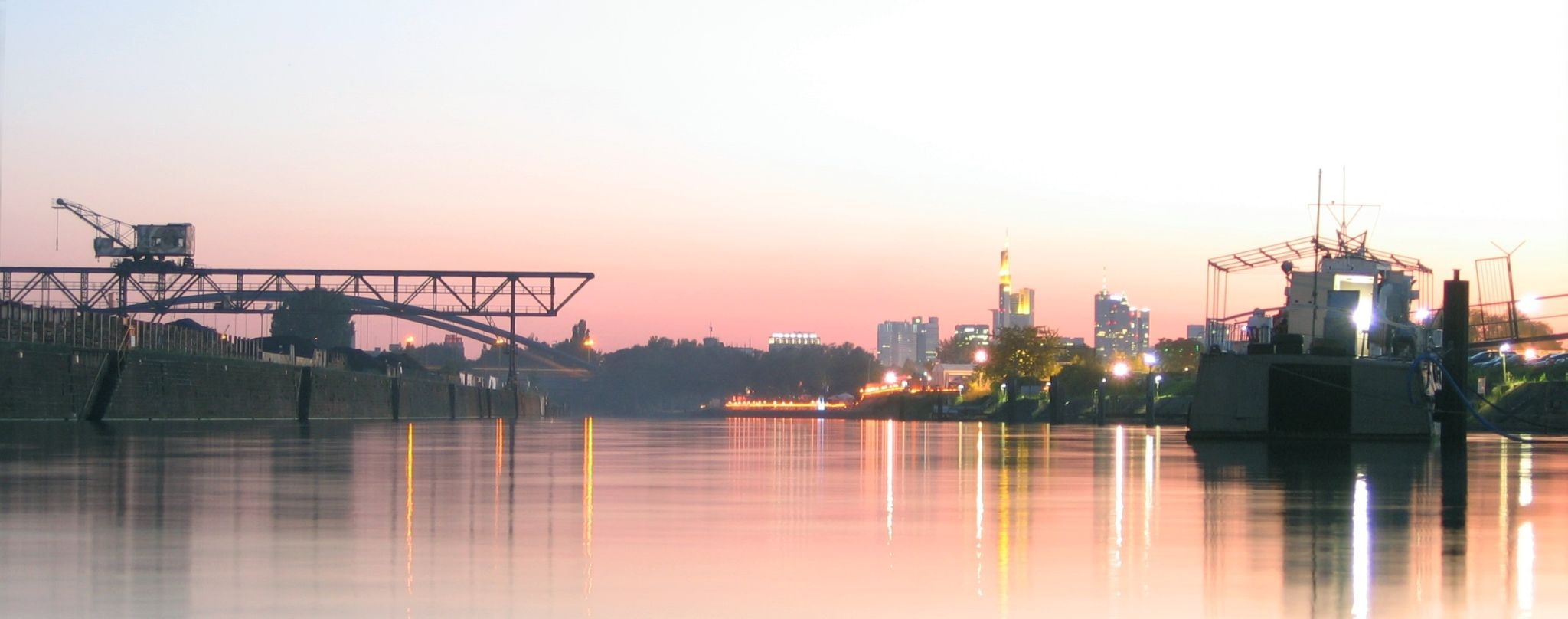
Port w Offenbach, w tle panorama Frankfurtu nad Menem

Offenbach am Main leży w samym centrum regionu Ren-Men, a co za tym idzie, dokładnie w strefie przylotowej portu lotniczego we Frankfurcie, największego w Niemczech. Do lotniska można dotrzeć w bardzo krótkim czasie autostradą A 3. Mimo bardziej „przyjaznego” podziału przylotów samolotów, południowe dzielnice miasta dotknięte są hałasem spowodowanym przez nadlatujące w prawie trzydziestosekundowym takcie, samoloty.
Z dworca głównego odjechać można jedynie pociągami regionalnymi typu Regional-Express (RE); mimo wielkości miasta, brak jest połączeń IC lub ICE, przejeżdżających przez miasto bez zatrzymywania się. Spowodowane jest to bliskością dworca frankfurckiego i dobrym połączeniem obu miast za pomocą komunikacji lokalnej i regionalnej. Linia kolejowa prowadzona jest w prawie całym mieście na nasypie kolejowym, oddzielającym śródmieście od południowych dzielnic i prowadzi z Frankfurtu przez Hanau do Bebry.
Na południu miasta spotykają się na Offenbacher Kreuz autostrady A3 oraz A661. Oprócz tego przez miasto przebiegają drogi federalne B43, B46 oraz B448.
W transporcie śródlądowym, Offenbach am Main połączony jest przez Men i Ren z zagłębiem przemysłowym Nadrenii-Północnej Westfalii i Holandią, oraz przez kanał Men-Dunaj z południowo-wschodnią Europą. Port odgrywa jednak marginalne znaczenie. W chwili obecnej trwają prace budowlane nad utworzeniem nowej dzielnicy na terenie wyłączonego z użytku portu z nowoczesnymi mieszkaniami, miejscami pracy i rekreacji. W pobliżu Zamku Isenburskiego w centrum miasta znajduje się popularna przystań dla barek lub statków wycieczkowych.

#### Transport miejski

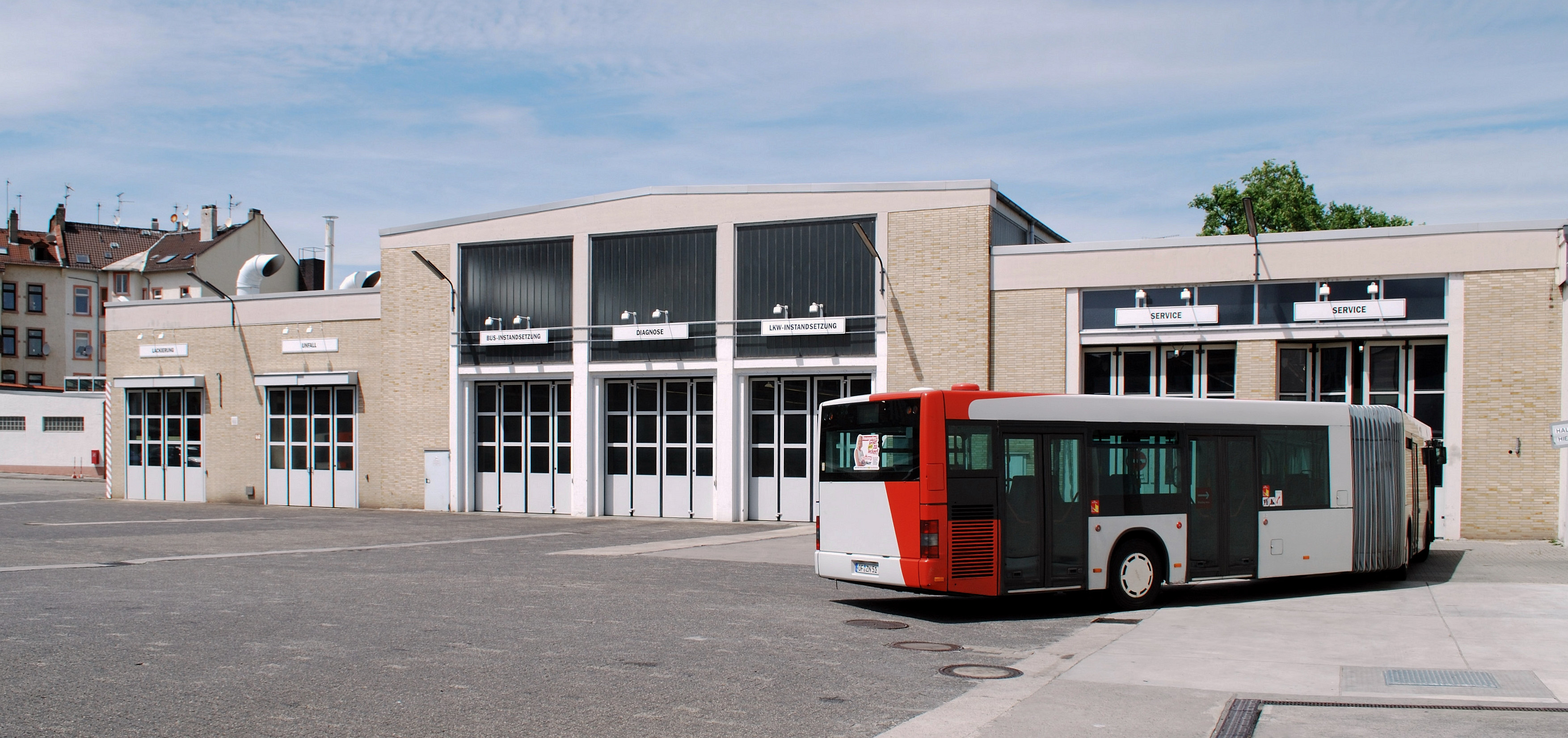
Zajezdnia autobusowa miejskiego przewoźnika OVB

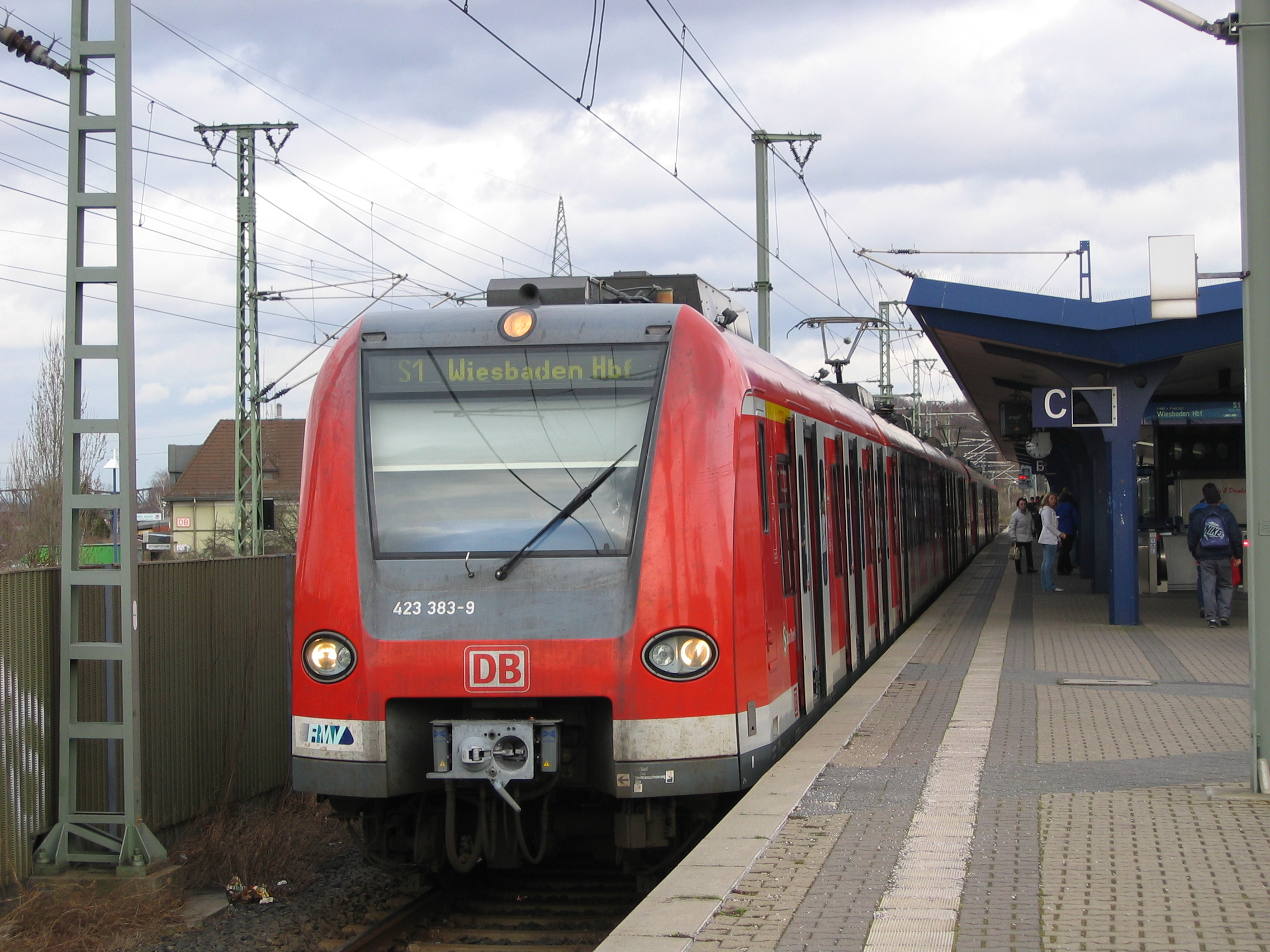
Pociąg S-Bahn na stacji Offenbach-Ost

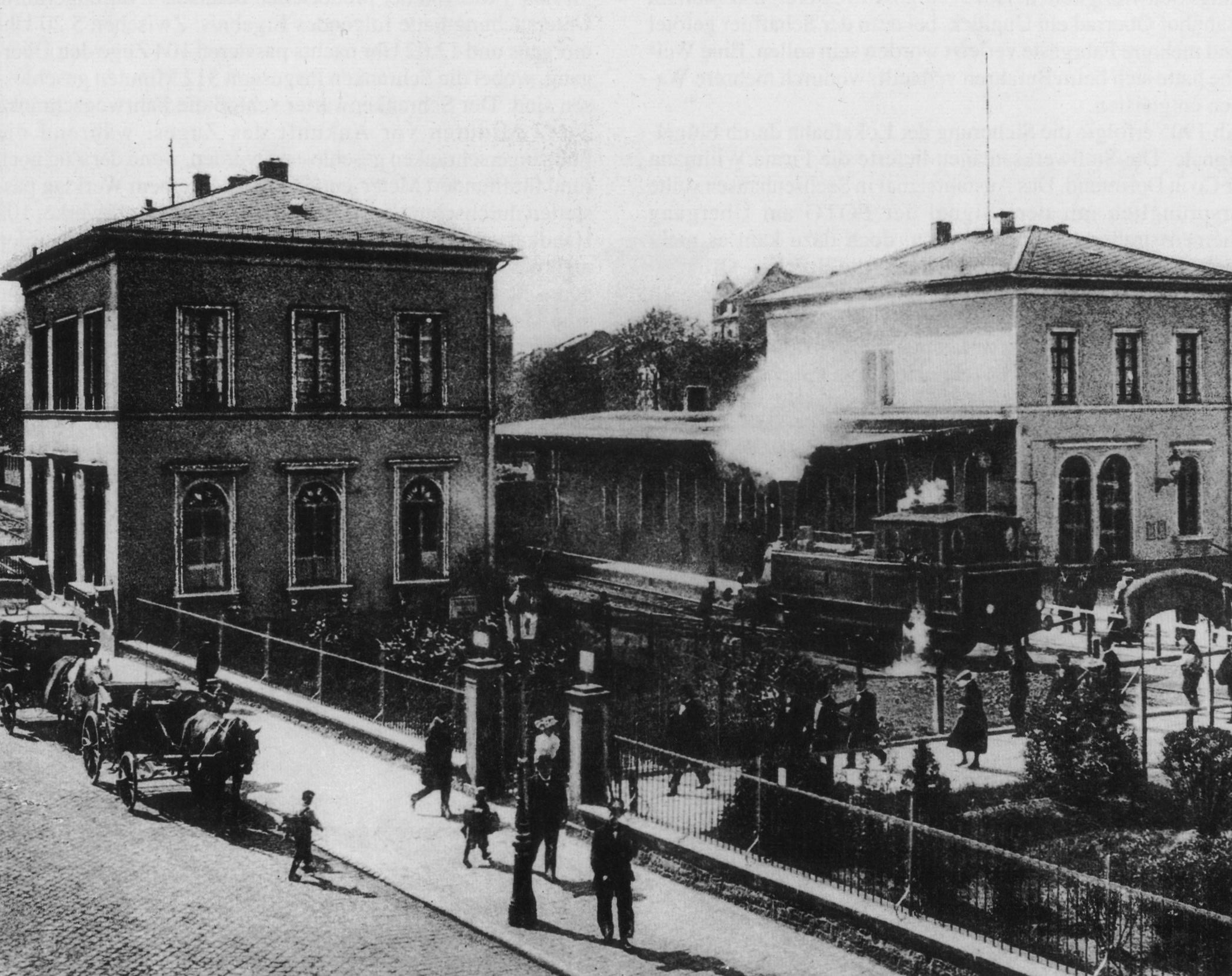
Dworzec Kolei Lokalnej około 1900 r.

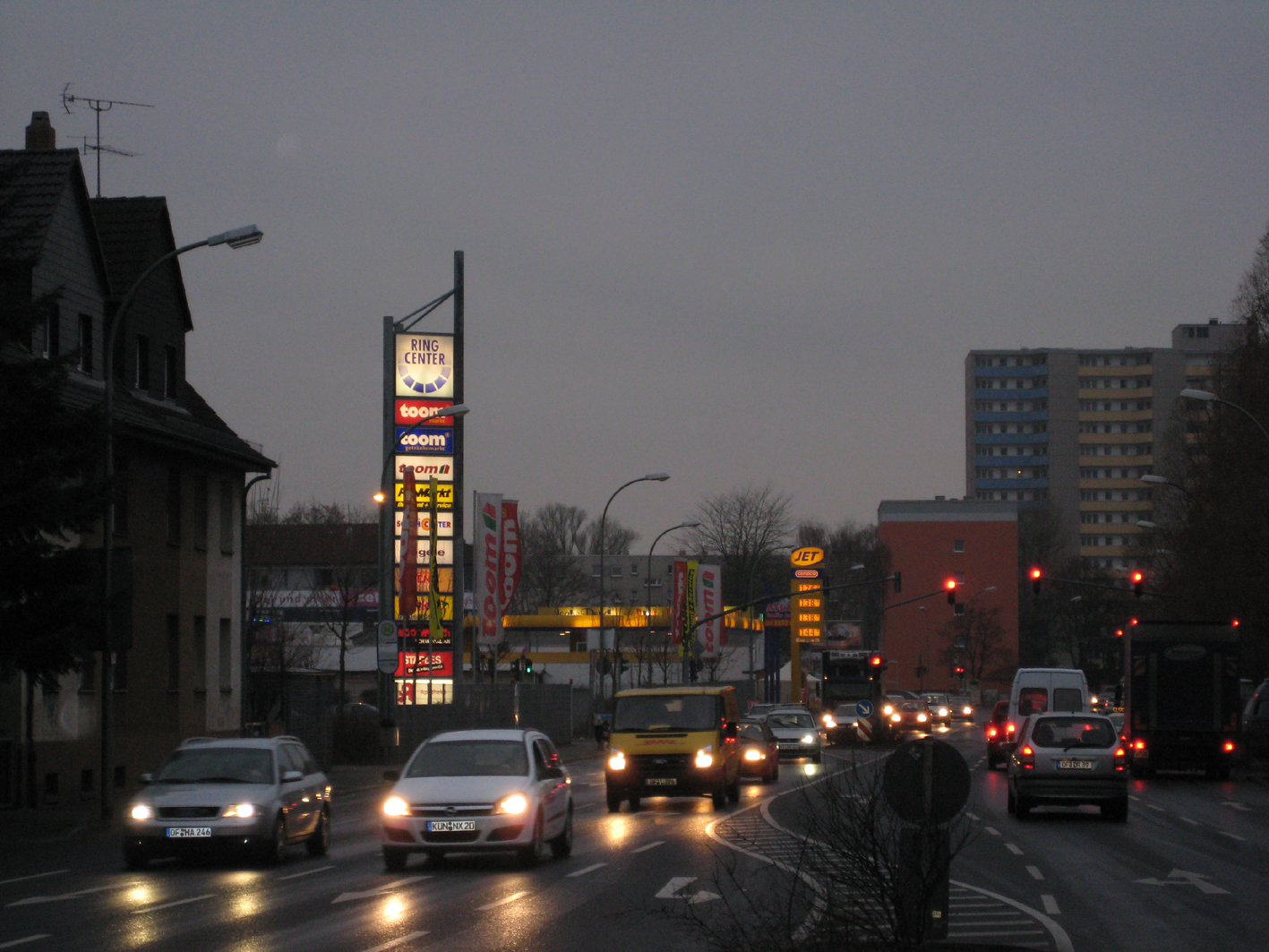
Odenwaldring w dzielnicy Lauterborn

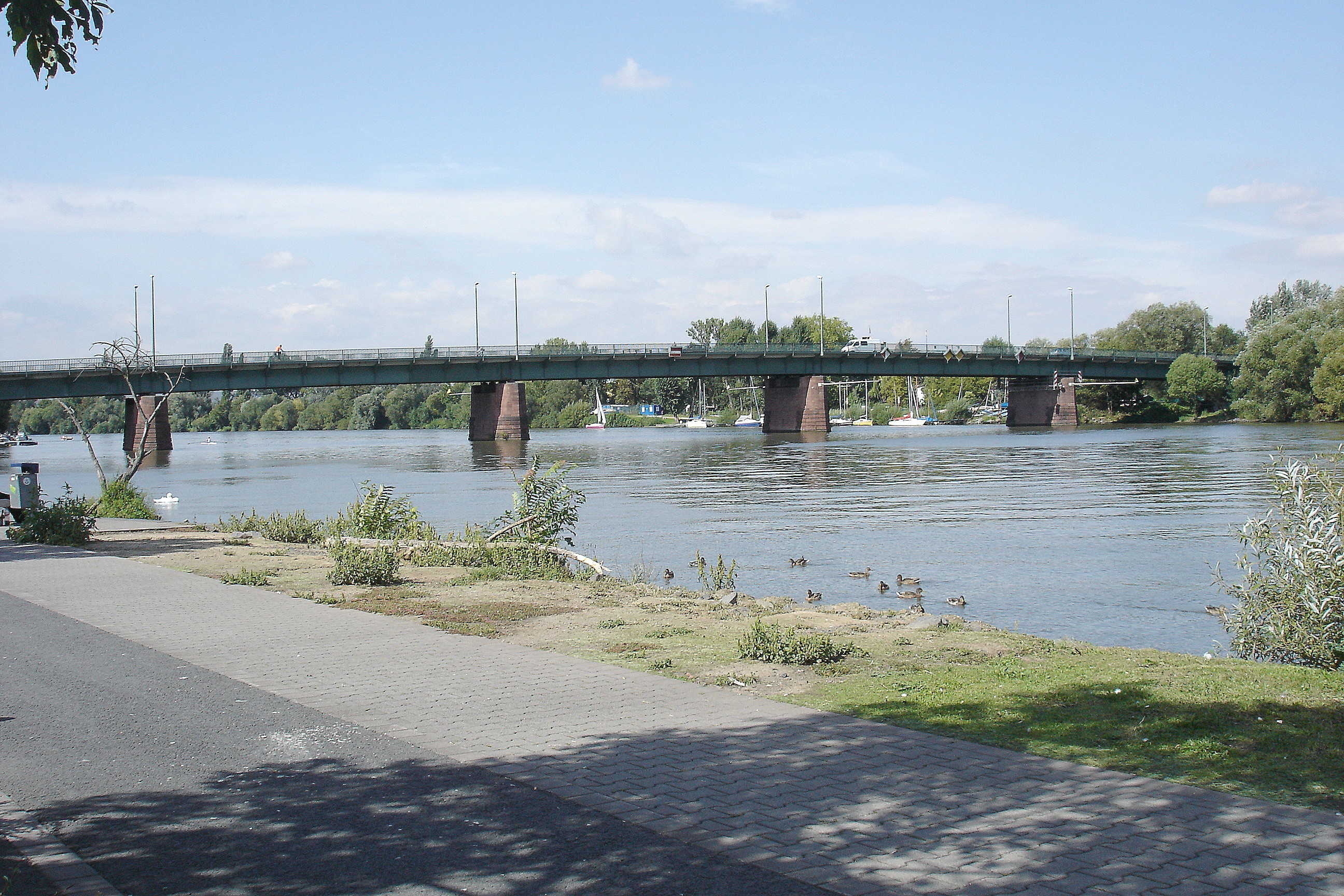
Most Carl-Ulrich-Brücke łączący Offenbach z Fechenheim

Lokalny transport szynowy obsługują pociągi regionalne Deutsche Bahn, oraz VIAS GmbH, jak i linie S1, S2, S8 i S9 kolei S-Bahn Rhein-Main. W godzinach szczytu, pojedyncze pociągi linii S2 w kierunku Dietzenbach rozpoczynają lub kończą swój bieg na dworcu głównym. Sytuacja ta spowodowana jest przeciążeniem w offenbaskim tunelu średnicowym (City-Tunnel Offenbach). S-Bahn porusza się na trasie w specjalnie w tym celu wybudowanym tunelu średnicowym, który prowadzi przez całe miasto (zwłaszcza Śródmieście) na osi wschód-zachód. Na dworcu Ostbahnhof następuje rozgałęzienie tras w kierunku Hanau, Rödermark – Ober-Roden i Dietzenbach.
W Offenbach am Main istnieje lokalny przewoźnik OVB (Offenbacher Verkehrs-Betriebe), który obsługuje 8 linii autobusowych. Posiada on autobusy marki MAN i Mercedes-Benz z silnikami Diesla oraz autobusy elektryczne marki Solaris. Oprócz tego przez miasto przebiegają regionalne linie autobusowe obsługiwane przez RKH (Regionalverkehr Kurhessen). Wszystkie linie autobusowe, S-Bahn, oraz linie regionalne pociągów Deutsche Bahn mają wspólne bilety i zrzeszone są w związku komunikacyjnym Rhein-Main-Verkehrsverbund (RMV).
W 1847 r. otwarta została lokalna linia kolejowa pod nazwą Frankfurt-Offenbacher Lokalbahn, prowadząca z Offenbachu do Sachsenhausen we Frankfurcie. W 1955 roku została ona zlikwidowana. Offenbach am Main był jednym z pierwszych miast, które wprowadziło elektryczne tramwaje. W 1884 otwarto linię tramwajową przedsiębiorstwa Frankfurt-Offenbacher Trambahn-Gesellschaft. Prowadziła ona z Frankfurtu, z dzielnicy Sachsenhausen przez Oberrad, Frankfurter Straße do Marktplatz w mieście. Od 1906 Offenbach am Main miał trzy linie tramwajowe. Ostatnią z nich zlikwidowano w 1967, a w 1996 roku, po otwarciu S-Bahn Rhein-Main zlikwidowano też obsługiwaną przez miasto Frankfurt linię tramwajową 16. W centrum miasta przy Frankfurter Straße zdemontowano tory, a linia 16 zatrzymuje się na granicy miast, gdzie po stronie miasta istnieje możliwość przesiadki do autobusów linii 103, 120 oraz X97.
Między 1951 a 1972 rokiem w Offenbachu jeździły też trolejbusy.
Najważniejszymi miejskimi arteriami komunikacyjnymi są: Kaiserstraße, Frankfurter Straße, Berliner Straße, Waldstraße, Odenwaldring i Spessartring oraz Rhönstraße. Najważniejszymi ulicami wyprowadzającymi z miasta są: Sprendlinger Landstraße w kierunku południowo-zachodnim, Bieberer Straße, w kierunku południowo-wschodnim, oraz Mühlheimer Straße w kierunku północno-wschodnim.
Most Carl-Ulrich-Brücke (most Carla Ulricha) łączy Kaiserstraße z frankfurcką dzielnicą Fechenheim, oraz prom w Offenbach-Rumpenheim (płn.-wsch.) łączący Offenbach z miastem Maintal-Bischofsheim.

#### Stacje kolejowe
Offenbach am Main posiada siedem stacji i przystanków kolejowych, z czego jedna dla kolei regionalnych i S-Bahn, a sześć pozostałych tylko dla S-Bahn.
Stacje te leżą na trasie linii kolejowej Frankfurt – Bebra i Kinzigtalbahn oraz w tunelu średnicowym (City-Tunnel Offenbach), jak i na trasie kolei Rodgaubahn.
| Stacja S-Bahn | Stacja regionalna |

| Nazwa                         | Dzielnica                | Rodzaj     |
| ----------------------------- | ------------------------ | ---------- |
| Offenbach-Bieber              | Bieber                   | Przystanek |
| Offenbach (Main) Hauptbahnhof | Innenstadt (Śródmieście) | RE         |
| Offenbach-Kaiserlei           | Kaiserlei                | Stacja     |
| Offenbach-Ledermuseum         | Innenstadt (Śródmieście) | Stacja     |
| Offenbach-Marktplatz          | Innenstadt (Śródmieście) | Stacja     |
| Offenbach-Ost                 | Östliche Innenstadt      | Stacja     |
| Offenbach-Waldhof             | Waldhof                  | Przystanek |

Planowane jest otwarcie kolejnej stacji dla S-Bahn w Waldheim.

## Kultura i atrakcje turystyczne

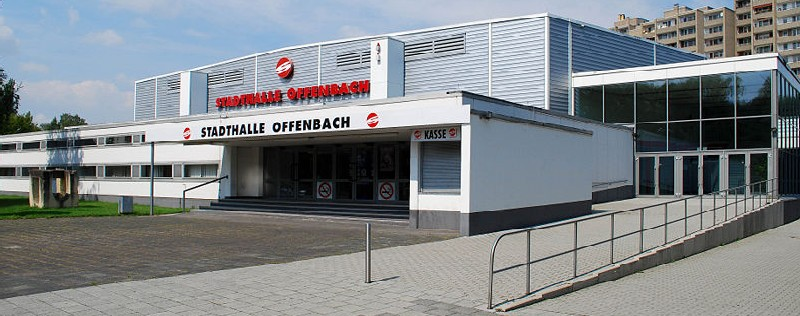
Stadthalle w Offenbach-Tempelsee

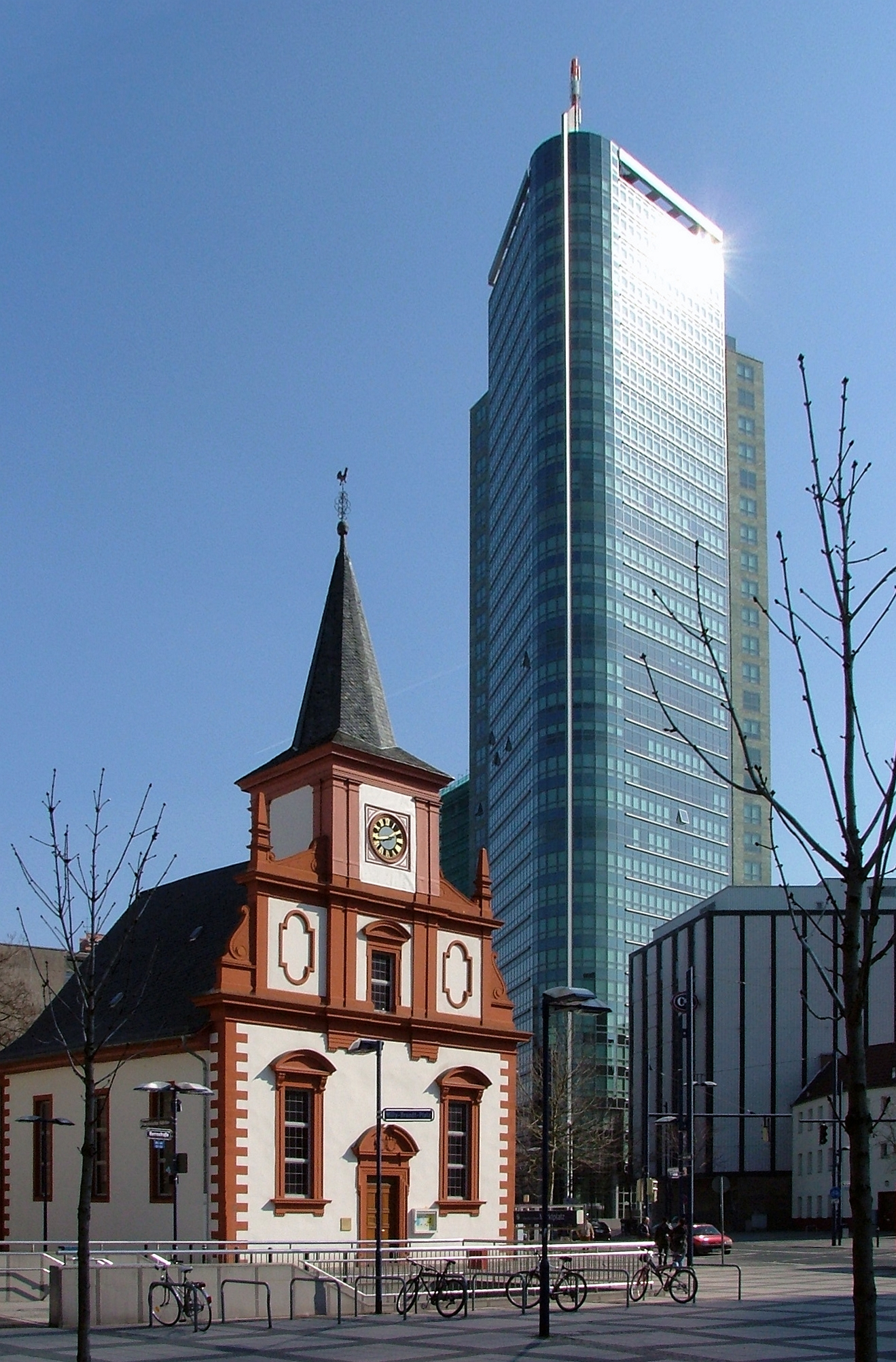
Kościół ewangelicki francusko-reformowany (hugenocki) i City-Tower

Bliskość Frankfurtu nad Menem odbija się także w ofercie kulturalnej Offenbach am Main. I tak na przykład wspólnie organizowana jest „Noc Muzeów”. Capitol (była synagoga), graniczące z nią hale targowe i hala miejska (Stadthalle), są najważniejszymi miejscami imprez kulturalnych. W pobliżu uczelni Hochschule für Gestaltung odbywa się wiele imprez, poczynając od małych wernisaży (acz choćby w „Fahrradhalle” lub w „Hafen 2“), po wielkie imprezy jak Cross Media Night i Festiwal Młodych Talentów.

### Teatr
W Offenbach am Main istnieje kilka małych scen dla małej sztuki i varieté, jak i hal imprezowych, w których odbywają się także spektakle teatralne. Tradycję w środowisku teatralnym miasta ma założony w 1911 roku „Theaterclub Elmar”.

### Muzea
- Niemieckie Muzeum Skór (Deutsches Ledermuseum(inne języki))

Niemieckie Muzeum Skór wraz z przylegającym do niego Niemieckim Muzeum Butów oferuje zmieniające się wystawy dotyczące przemysłu skórzanego w mieście i na całym świecie.
- Muzeum Klingspora

Klingspor-Museum oferuje międzynarodową sztukę księgarską i pisarską. Podstawę stanowią zbiory dr Karla Klingspora i Siegfrieda Guggenheima, który wyemigrował z miasta do Nowego Jorku w 1938 roku. Muzeum posiada także eksponaty dotyczące historii druku, ilustracji książek a przede wszystkim typografii. W zbiorach znajdziemy eksponaty ze spadków po Rudolfie Kochu, Otto Reichert’cie, Heinrichu Jost’cie, jak i ‘Manuale Tipografico’ Bodoniego, jak i prace Petera Behrensa.
- Dom Historii Miasta

Dom Historii Miasta (Haus der Stadtgeschichte) powstał z Muzeum miasta i miejskiego archiwum i pokazuje historyczny rozwój miasta. Punktem ciężkości są tutaj manufaktury Offenbach am Main, Hugenoci i przemysł drukarski. Tutaj też wystawiono Amulet z Bieber.

### Imprezy cykliczne

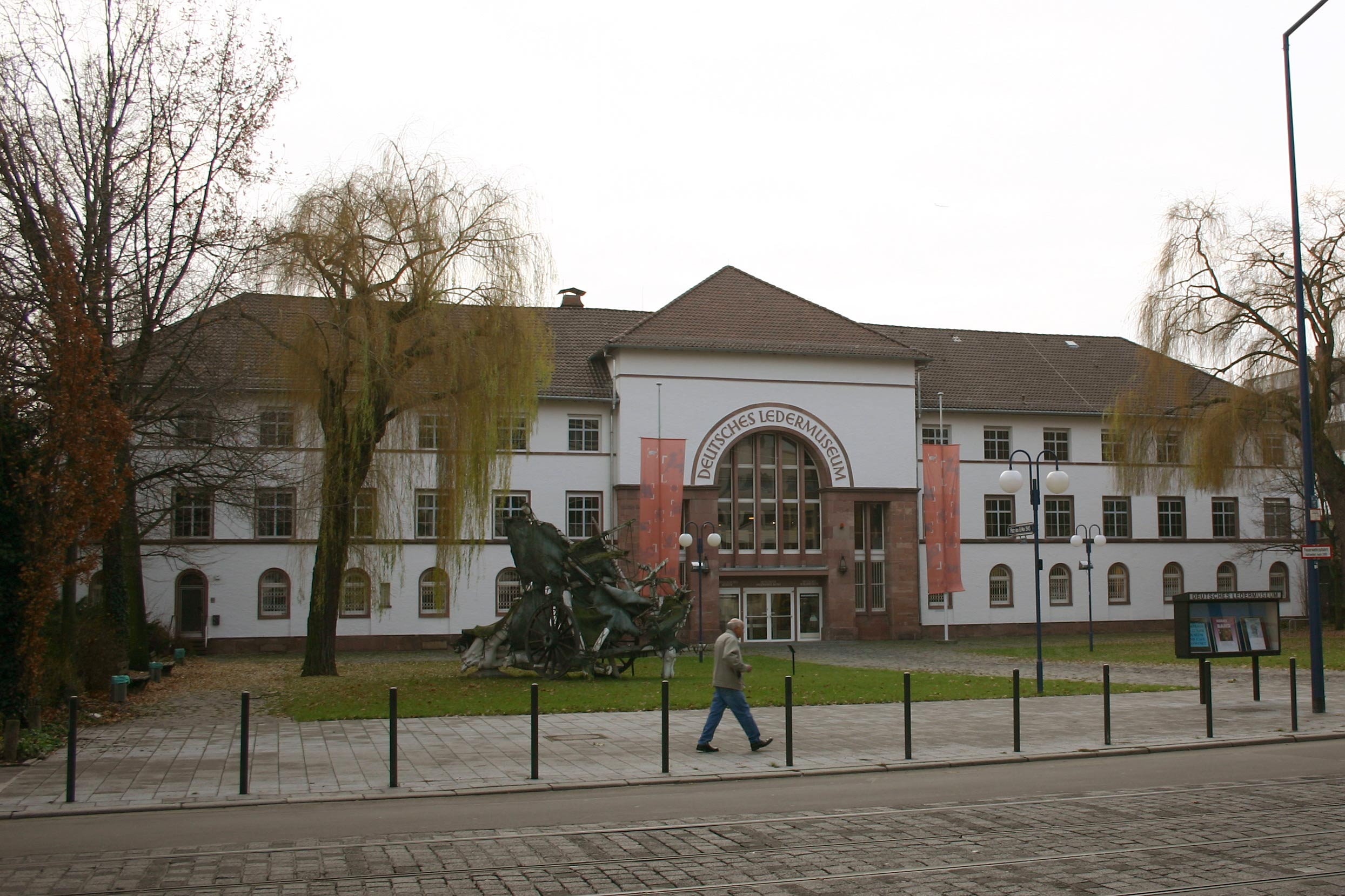
Deutsches Ledermuseum

- Internationale Lederwarenmesse (Międzynarodowe Targi Produktów Skórzanych)
- Połowa czerwca: Mainuferfest (Święto Menu)
- Cross Media Night / Noc Filmów przy Hochschule für Gestaltung
- Offenbacher Woche (Tydzień Offenbachu)
- Nacht der Museen (Noc Muzeów) wraz z Frankfurtem
- Połowa sierpnia: Bierfest (Święto Piwa)
- Sierpień: Lichterfest (Święto Świateł) w Parku Büsing
- 1. Weekend września: Kinderfest (Święto dla Dzieci) w Parku Leonharda Eißnerta

## Oświata

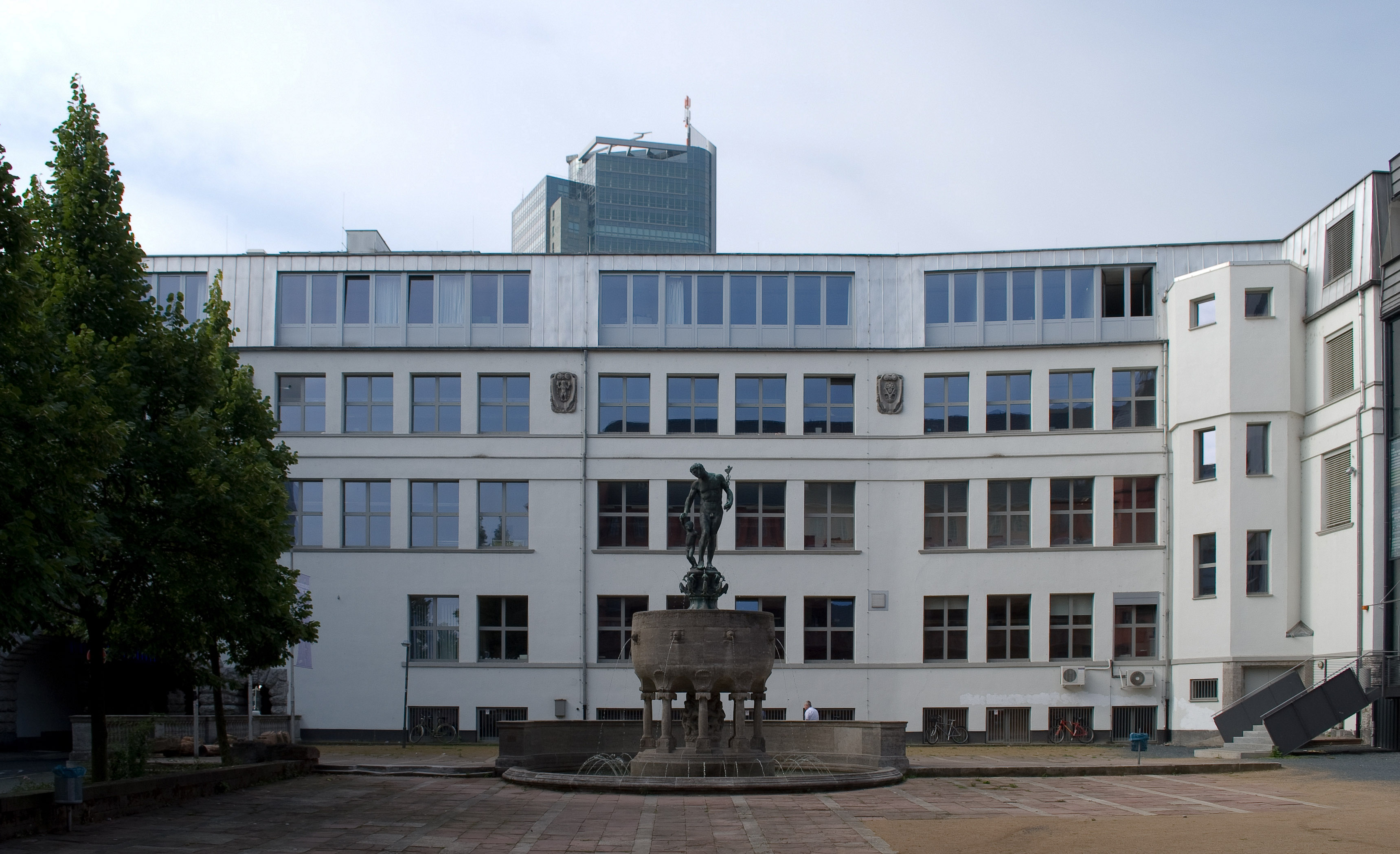
Gmach główny Hochschule für Gestaltung

W Offenbach am Main nie ma uniwersytetu, ale działa tu uczelnia artystyczna – Hochschule für Gestaltung Offenbach am Main (Wyższa Szkoła Wzornictwa). Założono ją w 1832 roku, a w 1970 uzyskała status szkoły wyższej. Istnieją dwa kierunki: komunikacja wizualna oraz projektowanie/design produktów.
W mieście znajduje się wiele szkół ponadpodstawowych jak: Leibnizgymnasium, Albert-Schweitzer-Gymnasium, Rudolf-Koch-Schule (Szkoła Rudolfa Kocha), Marienschule (Szkoła im. Św. Marii) sióstr Urszulanek.

## Media
W Offenbach am Main ukazuje się dziennik Offenbach-Post. Istnieje też regionalny kanał telewizyjny tworzony przez mieszkańców pod nazwą „Offener Kanal Offenbach-Frankfurt” (Otwarty Kanał Offenbach-Frankfurt), który nadaje w sieci kablowej z Offenbach am Main. Jego siedziba mieści się przy Berliner Straße. Od 2010 roku w Offenbach przy Kaiserstraße znajduje się biuro regionalne gazety Frankfurter Rundschau. Dodatkowo ukazuje się lokalne czasopismo kulturalno-gospodarcze „respekt OF”, które można nabyć wyłącznie w księgarniach, a „OFrot” jest darmowym czasopismem informującym o wydarzeniach kulturalno-rozrywkowych w mieście.

## Sport

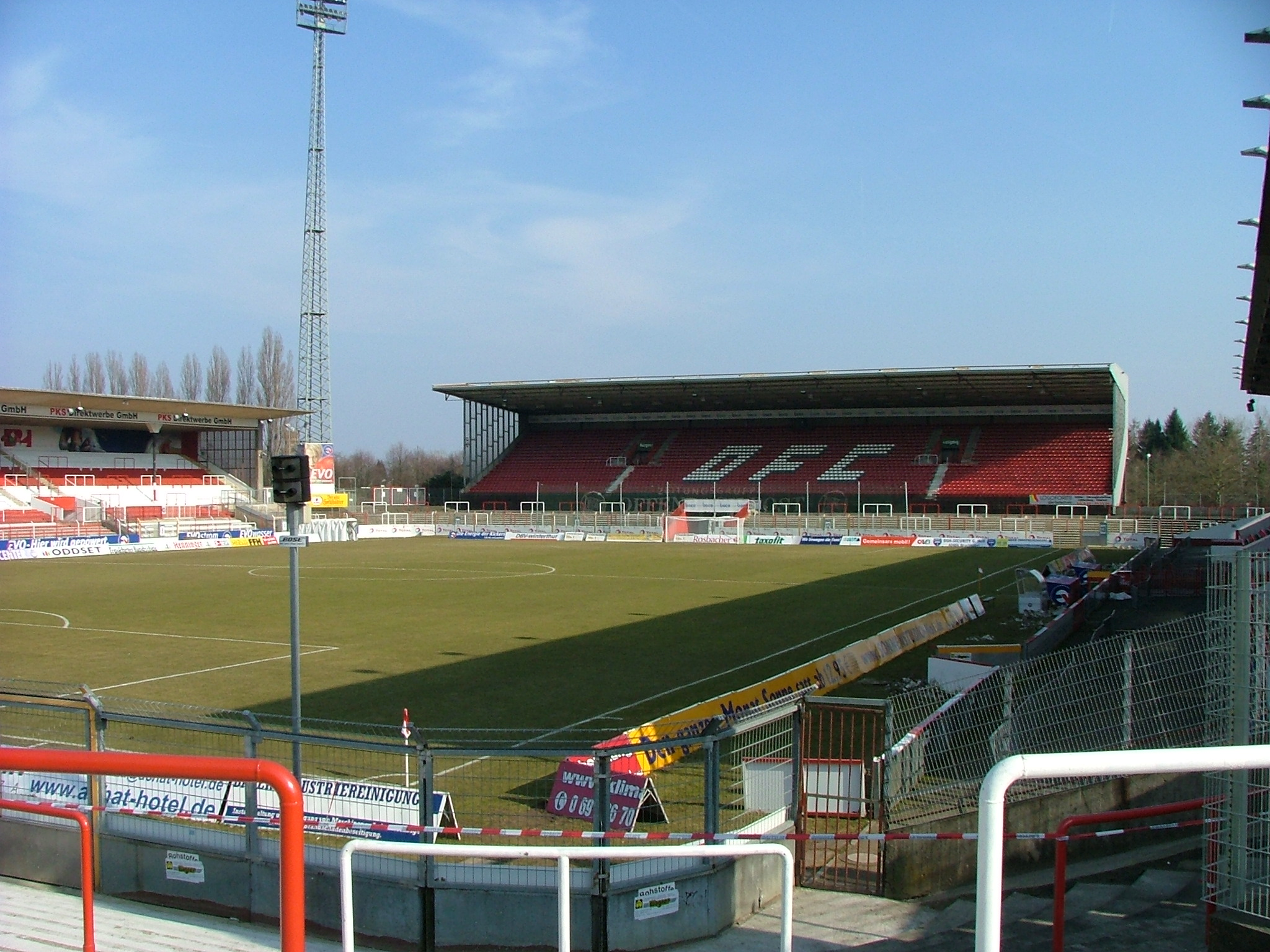
Stadion OFC przed przebudową

Największym klubem piłkarskim w Offenbach am Main są Kickers Offenbach (OFC). Klub znajdujący się w trzeciej lidze gra na stadionie na Bieberer Berg (ok. 24 900 miejsc).

## Osobistości

### Honorowi obywatele miasta
- 1837: Ulrich Pultz von Carlsen(inne języki), 1773–1863, komendant regimentu Groß- und Erbprinz
- 1842: Valentin Otto(inne języki), 1795–1849, inspektor celny, propagator lokalnej kolei do Frankfurtu
- 1848: Dr Lorenz Diefenbach, 1806–1883, bojownik wolnościowy
- 1852: Dr Ernst Schaumann, 1802–1886, dyrektor Szkoły Łacińskiej
- 1863: Christian Lemmé, 1789–1863, filantrop
- 1875: Otto von Bismarck, 1815–1898, kanclerz Rzeszy
- 1882: Dr Salomon Formstecher(inne języki), 1808–1889, rabin
- 1888: Johann Martin Kappus(inne języki), 1820–1905, komendant ochotniczej straży pożarnej
- 1915: Ludo Mayer(inne języki), 1845–1917, garbarz
- 1933: Paul von Hindenburg, 1847–1934, feldmarszałek, prezydent Rzeszy
- 1948: Dr Karl Klingspor(inne języki), 1868–1950, księgarz, producent czcionek
- 1948: Leonhard Eißnert(inne języki), 1866–1949, burmistrz
- 1948: Dr Siegfried Guggenheim(inne języki), 1873–1961, prawnik i notariusz
- 1949: Hermann Steinhäuser, 1859–1949, przedsiębiorca
- 1953: Prof. Hugo Eberhardt(inne języki), 1874–1959, dziekan obecnej Hochschule für Gestaltung
- 1974: Georg Dietrich(inne języki), 1909–1998, nadburmistrz 1957–1974
- 1977: Walter Frank, przewodniczący rady miejskiej
- 1993: Dr. Bruno Knapp(inne języki), przewodniczący frakcji CDU, przewodniczący rady miejskiej
- 1993: Max Willner(inne języki), przewodniczący Związku Gmin Żydowskich w Hesji
- 2006: Manfred Wirsing, przewodniczący rady miejskiej 1985–2006
- 2006: Hermann Schoppe(inne języki), 1968–1993 członek rady miejskiej

### Osobistości związane z miastem
- 1741, Johann André, muzyk, kompozytor
- 1758, Anna Elisabeth Schönemann(inne języki), do historii literatury przeszła jako „Lili” ukochana Goethego
- 1775, Johann Anton André, kompozytor
- 1808, Salomon Formstecher(inne języki), rabin i filozof
- 1812, Ludwig Franz Alexander Winther(inne języki), patolog i okulista przy Uniwersytecie w Gießen
- 1816, Ewa Frank, liderka frankizmu
- 1826, Wilhelm Liebknecht, założyciel frakcji SPD w Offenbach am Main, ojciec Karla Liebknechta
- 1841, Philipp Mainländer, filozof i poeta
- 1868, Heinrich Reinhardt(inne języki), architekt
- 1879, Fritz Remy(inne języki), pierwszy przewodniczący rady miejskiej
- 1893, Heinrich Ritzel(inne języki), polityk partii SPD
- 1898, Erich Meyer(inne języki), grafik i typograf
- 1900, Hans Klotz(inne języki), organolog i muzyk kościelny
- 1901, Bernard von Brentano(inne języki), pisarz, dziennikarz
- 1904, Heinrich von Brentano, polityk partii CDU, Minister Spraw Zagranicznych Niemiec Zachodnich 1955–1961, przewodniczący frakcji CDU/CSU w Bundestagu (1949–1955 i 1961–1964)
- 1904, Joseph Offenbach(inne języki), nazwisko rodowe Joseph Ziegler, aktor
- 1909, Hans Hotter, śpiewak
- 1910, Helene Mayer, mistrzyni olimpijska w szermierce
- 1915, Gerda Johanna Werner(inne języki), podobizna kobiety sadzącej drzewa na byłej monecie 50-fenigowej
- 1920, Gottfried Böhm, architekt, wykładowca akademicki
- 1935, Herbert Fenn(inne języki), prawnik, tancerz i sportowiec
- 1935, Hermann Nuber, piłkarz o przezwisku „Żelazny Hermann”
- 1938, William Voltz(inne języki), pisarz
- 1948, Daniela Ziegler(inne języki), aktorka, piosenkarka
- 1954, Jimmy Hartwig, piłkarz
- 1956, Harald Wolf(inne języki), polityk (PDS)
- 1956, Oliver Michael Dittrich(inne języki), aktor, komediant znany jako „Dittsche(inne języki)”, piosenkarz grupy Texas Lightning
- 1965, Andi Mengler(inne języki), piosenkarz pierwszej niemieckiej grupy punkowej Strassenjungs(inne języki)
- 1966, Kai Frederic Schrickel(inne języki), aktor teatralny i filmowy, gwiazda serialu Stadtklinik(inne języki)
- 1968, Michael B. Schmidt, znany jako Smudo(inne języki), raper grupy Die Fantastischen Vier
- 1969, Petra Behle, nazwisko rodowe Schaaf, biathlonistka
- 1969, Henrik Rödl(inne języki), gwiazda koszykówki
- 1970, Thea Dorn(inne języki), właściwie Christiane Scherer, pisarka i konferansjerka telewizyjna
- 1971, Tarek Al-Wazir(inne języki), polityk (Partia Zielonych)
- 1972, Dorkas Kiefer(inne języki), aktorka, piosenkarka grupy popowej „Mekado”
- 1984, Christian Demirtas(inne języki), piłkarz 1. FSV Mainz 05 (Moguncja)
- 1985, Christopher Reinhard, piłkarz SC Karlsruhe

Oprócz tego w Offenbach am Main żyli między innymi:
- Alois Senefelder * 6 listopada 1771 w Pradze, wynalazca kamieniodruku, litografii, które w późniejszym okresie zmodyfikowano do druku offsetowego, przy zastosowaniu którego powstaje większość gazet, czasopism, książek i druków reklamowych. Na jego cześć nazwano jedną z najdłuższych ulic w mieście – Senefelderstraße.
- Jakub Frank zmarł tu 10 grudnia 1791 roku
- Sophie von La Roche, * 6 grudnia 1731 w Kaufbeuren, † 18 lutego 1807 w Offenbach am Main, pisarka.

Mniej znaną postacią pochodzącą z miasta był urodzony tutaj ok. 1779 roku Izaac Juda Eberst, który zmienił później nazwisko na Offenbach, jego syn Jakob należy jednak do ścisłej elity (obok Straussa, Lehára i Kálmána) twórców operetki i jest to najważniejszy kompozytor operetki paryskiej, zaś nazwisko Jacques Offenbach nieodłącznie kojarzy się z miastem pochodzenia jego ojca.